# Renault 5 (1972)
Pour les articles homonymes, voir Renault 5 et R5.
La Renault 5 est une citadine commercialisée par le constructeur automobile français Renault, de 1972 à 1984. Très grand succès pour la marque, la Renault 5 s'est vendue à plus de 5 millions d'exemplaires, faisant d'elle la sixième voiture la plus vendue en France. Elle est remplacée en 1984 par une seconde génération, la Renault Supercinq.

## Historique
Les premières images et détails de la Renault 5 ont été publiés le 10 décembre 1971, et le lancement officiel de la voiture a suivi le 28 janvier 1972.
La première génération est produite en France à l'usine de Flins dans le département des Yvelines et à Valladolid en Espagne.
En janvier 1972, la marque investit le marché des citadines, à la suite de la Renault 4. La R5 fut désignée ainsi parce qu'elle était équipée d'un moteur de 5 chevaux fiscaux (pour la TL).
La Renault 5 va connaître un grand succès. En 1980, grâce à l'apport de sa version 5 portes lancée en juillet 1979, sa part du marché français des voitures neuves sera de 16 %. Elle reste la voiture la plus vendue en France 10 ans durant, de 1974 à 1983. La Peugeot 205, qui lui ravira ensuite la première place du marché français, ne fera après pas mieux que 12,8 % en 1985. En 1972, la concurrente de la Renault 5 est la Peugeot 104.
La publicité est assurée par une bande dessinée qui personnifie la voiture.

## Caractéristiques
Le style, dû à Michel Boué, est un point fort de la Renault 5 et se caractérise par ses deux grandes portes sans poignées apparentes, allégeant la ligne.
La Renault 5 est la première voiture en Europe à être équipée de pare-chocs en plastique (après la Pontiac GTO de 1968), ici en polyester armé, à la place des habituels pare-chocs chromés. Elle innove aussi en proposant un hayon arrière s'ouvrant jusqu'au pare-chocs, pour la première fois sur une petite voiture, ce que tous les autres constructeurs copieront. Le coffre a une contenance de 270 dm3, qui s'agrandit à 900 dm3 quand la banquette arrière est rabattue.
La 5 hérite de la plate-forme, des suspensions à barres de torsion et des moteurs à arbre à cames latéral (782 cm3) de la Renault 4, ce qui permet un prix contenu. Le levier de vitesses au tableau de bord est à commande directe car il passe au-dessus du moteur longitudinal jusqu'à la boîte de vitesses montée longitudinalement à l'extrême avant. En 1973, un levier de vitesses au plancher sera proposé en option sur la R5 TL.

### La gamme

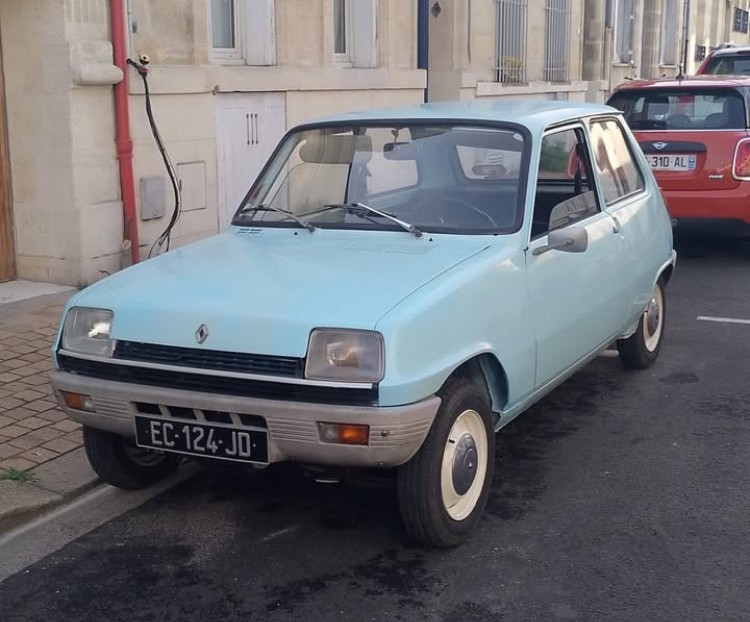
Renault 5L 1972-1975.

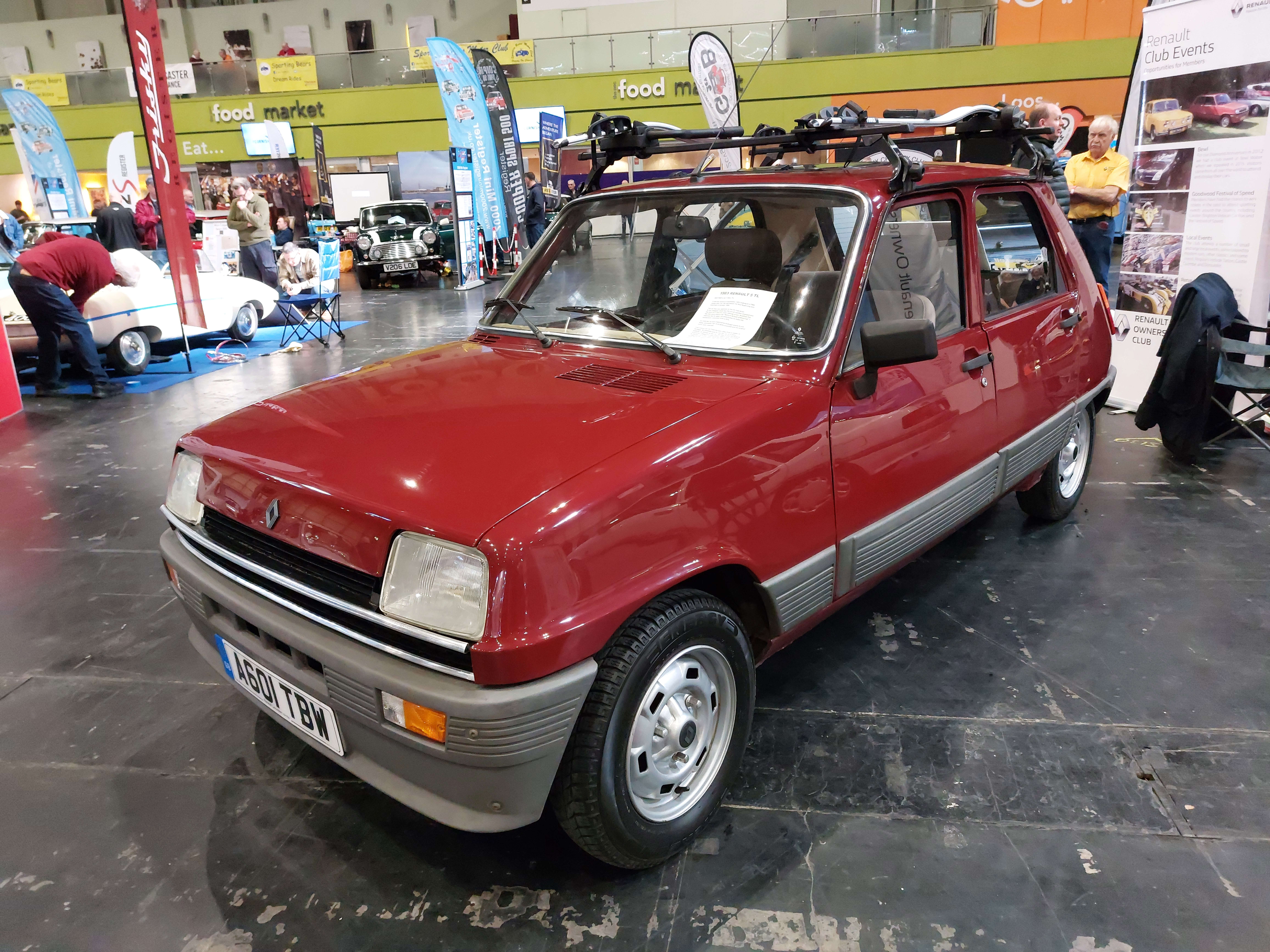
Renault 5 TL.

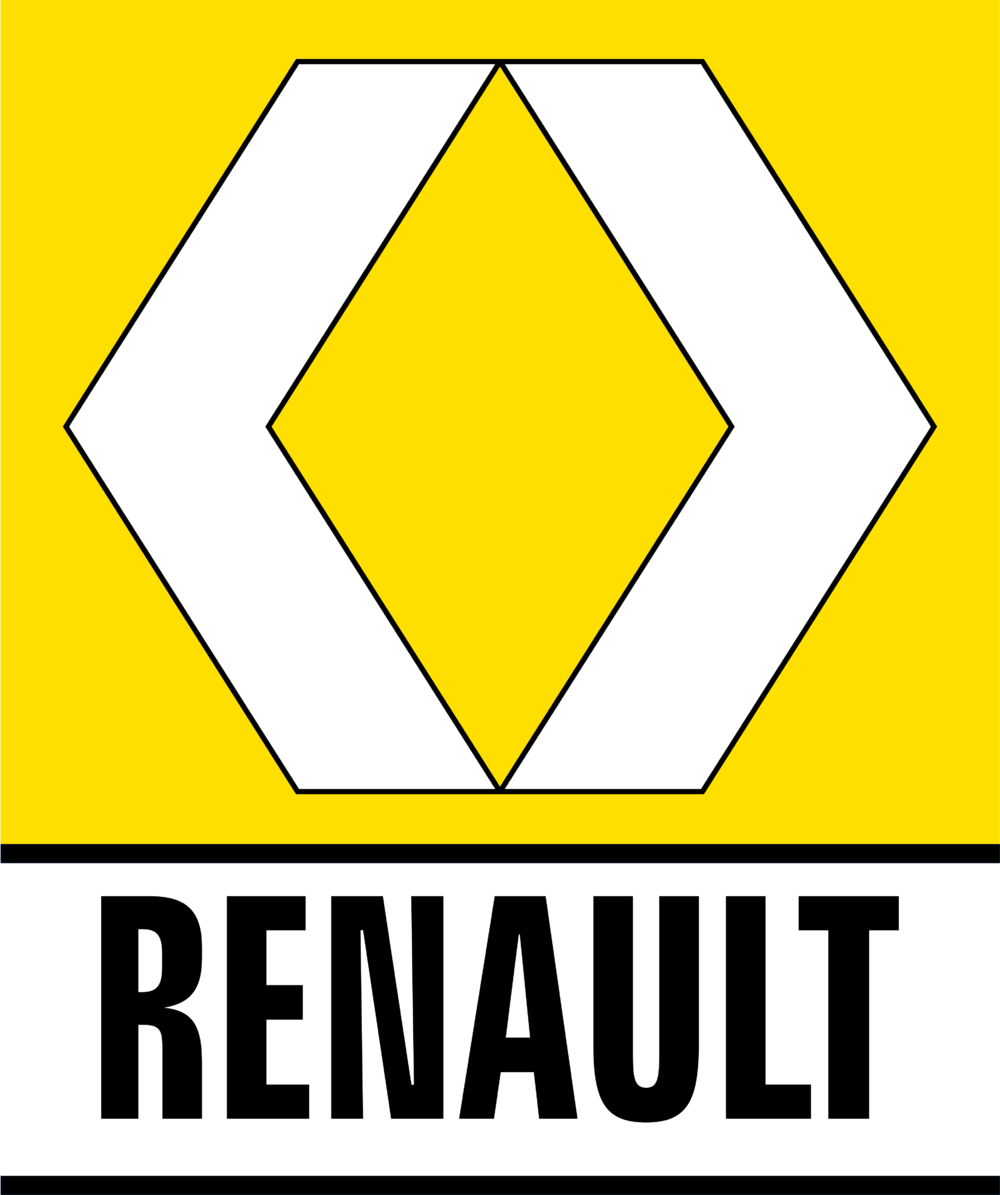
Sigle Renault 1967-73.

Sigle Renault 1972-92.

La gamme commence avec une version L qui reprend le moteur 4 CV de 782 cm3 (« moteur Billancourt ») de la Renault 4 en version  33,5 ch. La présentation extérieure est simplifiée : pas d'entourage chromé de pare-brise et de lunette arrière ni de jonc chromé de bas de caisse et roues identiques à la Renault 4. Pour les modèles 1975, les enjoliveurs de roue sont supprimés. Les couleurs de carrosserie originales proposées sont: 
- Crème 340
- Orange 331
- Blanc 355
- Bleu clair 456
- Rouge foncé 733
- Vert Clair 946
- Noir 699
- Bleu R.A.F. 442 métallisé

.
Sortie parallèlement à la L, la 5 TL propose le moteur 5 CV de 956 cm3 à cinq paliers de 44 ch issu de la Renault 8 (« moteur Cléon-Fonte ») conçu par l'ingénieur René Vuaillat, et un équipement plus décent : accoudoirs de porte, sièges avant inclinables, tablette arrière cache-bagages et lunette arrière dégivrante. Freins à disques à l'avant avec jantes ajourées.
En plus de celles de la version L, les couleurs de carrosserie proposées sont:
- Gris métal 686
- Vert Dordogne 947 métallisé

Clignotants avant blancs pour 1973 jusqu'en 1978. Pour 1974, les différents sigles chromés laissent place au losange Vasarely à l'avant et à un nouveau badge en plastique noir à l'arrière. Pour 1979, les enjoliveurs de roue sont supprimés.
Pour 1977, la Renault 5 L s'appellera simplement Renault 5 en recevant le « moteur Billancourt » 845 cm3 de la Renault 6.
En avril 1974, apparaît la 5 LS (155 km/h), première variante sportive de la R5, équipée d'un 1 289 cm3 de la Renault 12  développant 64 ch, de roues de style, d'un essuie-glace arrière et d'un échappement à sortie arrière (elle est latérale sur les L et TL). Par rapport à la 5 TL, l'équipement de la 5 LS est amélioré : freins assistés, phares à iode, levier de vitesses au plancher, tableau de bord et volant moussés, compte-tours, totalisateur partiel, allume-cigare et moquette au sol. La boite de vitesses type 354 reste 4 rapports. La 5 LS deviendra 5 TS dans la gamme 1975, en ajoutant des sièges dit intégraux (ils intègrent des appuie-têtes de type ajourés), une console centrale et des feux de recul. Pour 1977, elle adoptera des vitres arrière entrouvrables.

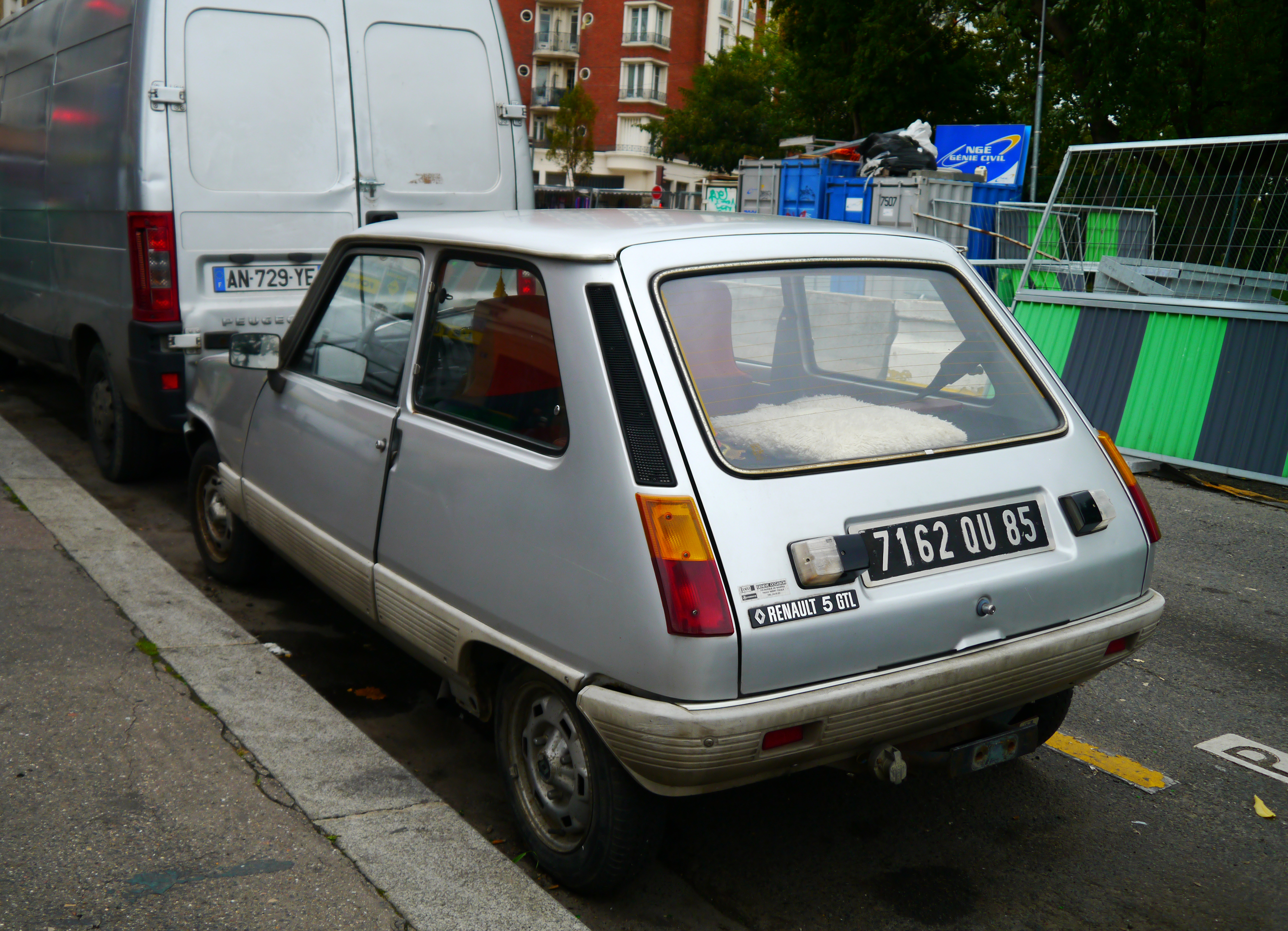
Renault 5 GTL

En février 1976, la 5 GTL fait son apparition avec le moteur 1 289 cm3 de la LS, retravaillé (moins puissant: 42 Ch à 5.000 tr/min, couple 86 Nm à 2.000 tr/min) avec une boite plus longue pour l'économie d'essence (4,7 L/100 km selon le constructeur). La 5 GTL se singularise par ses bandeaux latéraux de protection en plastique prolongeant les pare-chocs, ses roues de style et ses feux de recul. Pour 1978, elle adoptera des vitres arrière entrouvrables comme la 5 TS. La 5 GTL va devenir la plus vendue des R5.

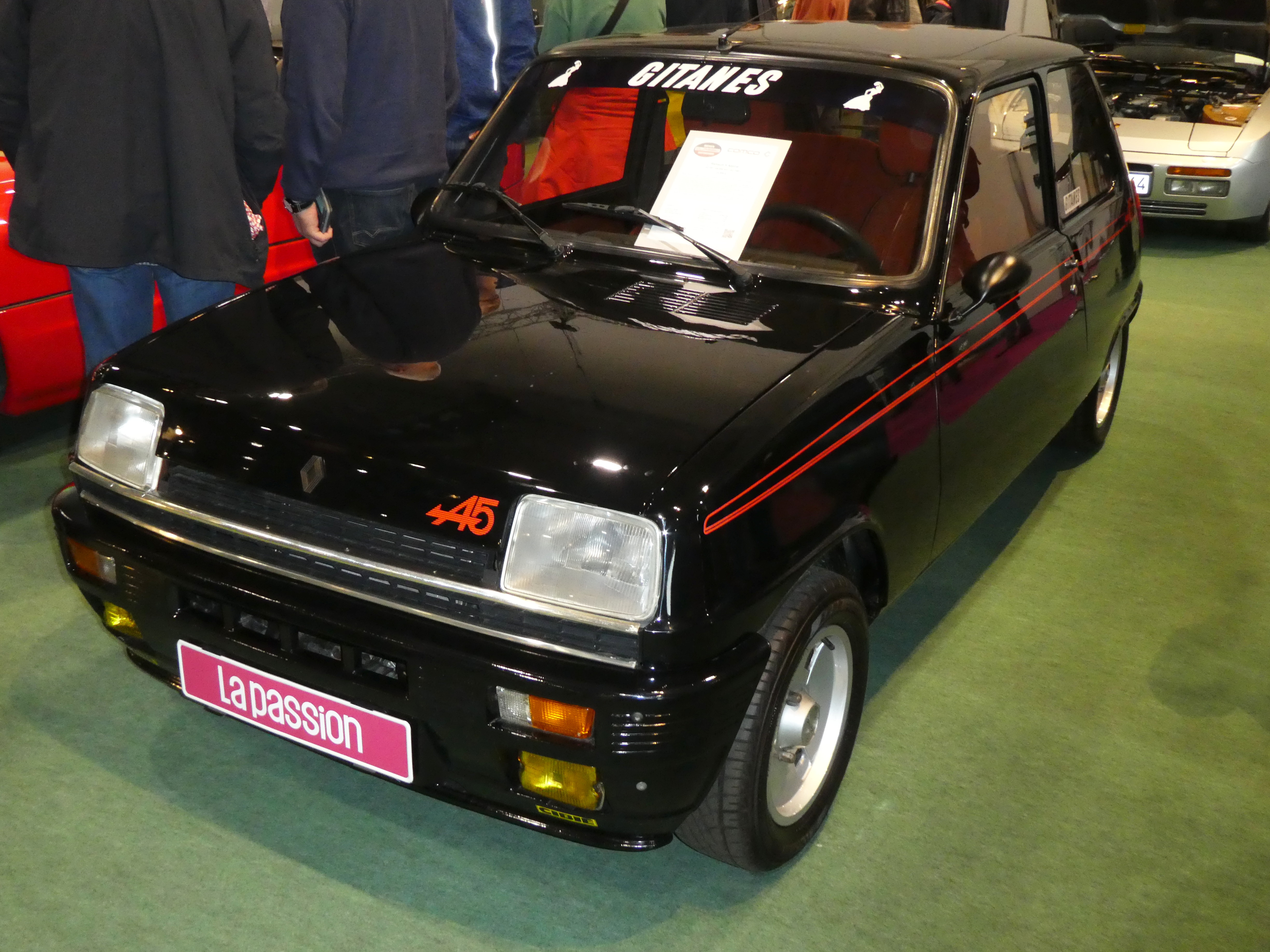
Renault 5 Alpine

En mars 1976 est lancée la 5 Alpine qui atteint 175 km/h. Elle dispose d'un moteur 1 397 cm3 développant 93 ch et d'une boîte 5 rapports de Renault 16 TX. La 5 Alpine est reconnaissable à sa décoration spécifique « A5 » sur les flancs, le hayon et le bout du capot, à ses pare-chocs noirs avec spoiler avant et projecteurs antibrouillard intégrés, à son rétroviseur extérieur en forme d'obus et à ses jantes sport en tôle de type Gordini. Son prix de lancement en France est de 30 000 francs. L'intérieur est repris de la 5 TS avec les sièges intégraux sauf le volant à trois branches (d'abord Moto-Lita puis Iso-Delta pour 1978). Pour 1978, elle reçoit des jantes alliage type « bobine ». Pour 1979, l'intérieur change presque entièrement avec de nouveaux sièges et un nouveau tableau de bord, mais le volant reste le même. Fin 1976, une version Coupe de la 5 Alpine est destinée à la coupe Renault 5 Elf. La 5 Alpine s'appelle Gordini au Royaume-Uni où Sunbeam a déposé le nom Alpine.

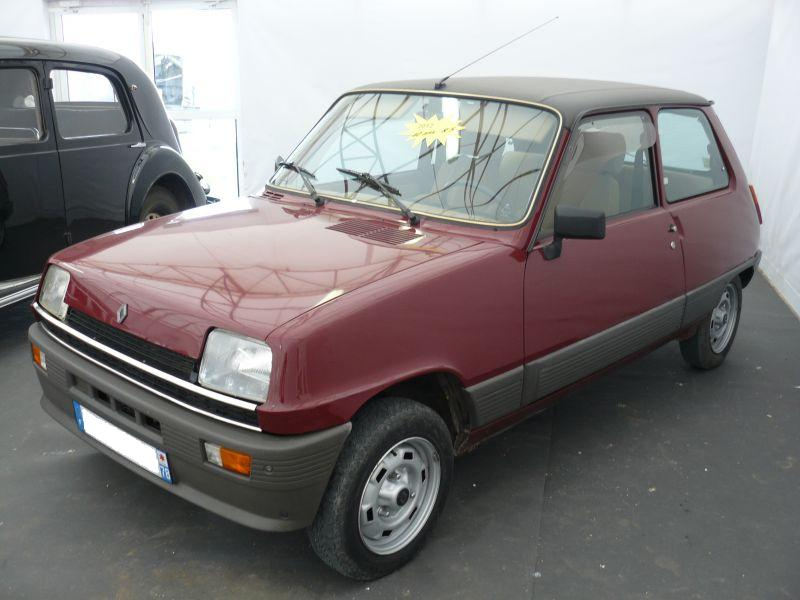
Renault 5 Automatique de 1982.

En janvier 1978, la 5 Automatic 1300 s'équipe d'une boîte de vitesses automatique, d'un toit en vinyle noir (sauf si option toit ouvrant en toile), de jantes de style, ainsi que de boucliers et de bandeaux latéraux de protection noirs. En février 1981, la cylindrée passe de 1 289 cm3 à 1 397 cm3.
Sur la base de la 5 TL, une 5 Société à deux places a existé, avec des panneaux latéraux tôlés à l'arrière, rapidement remplacés en série par des vitres.

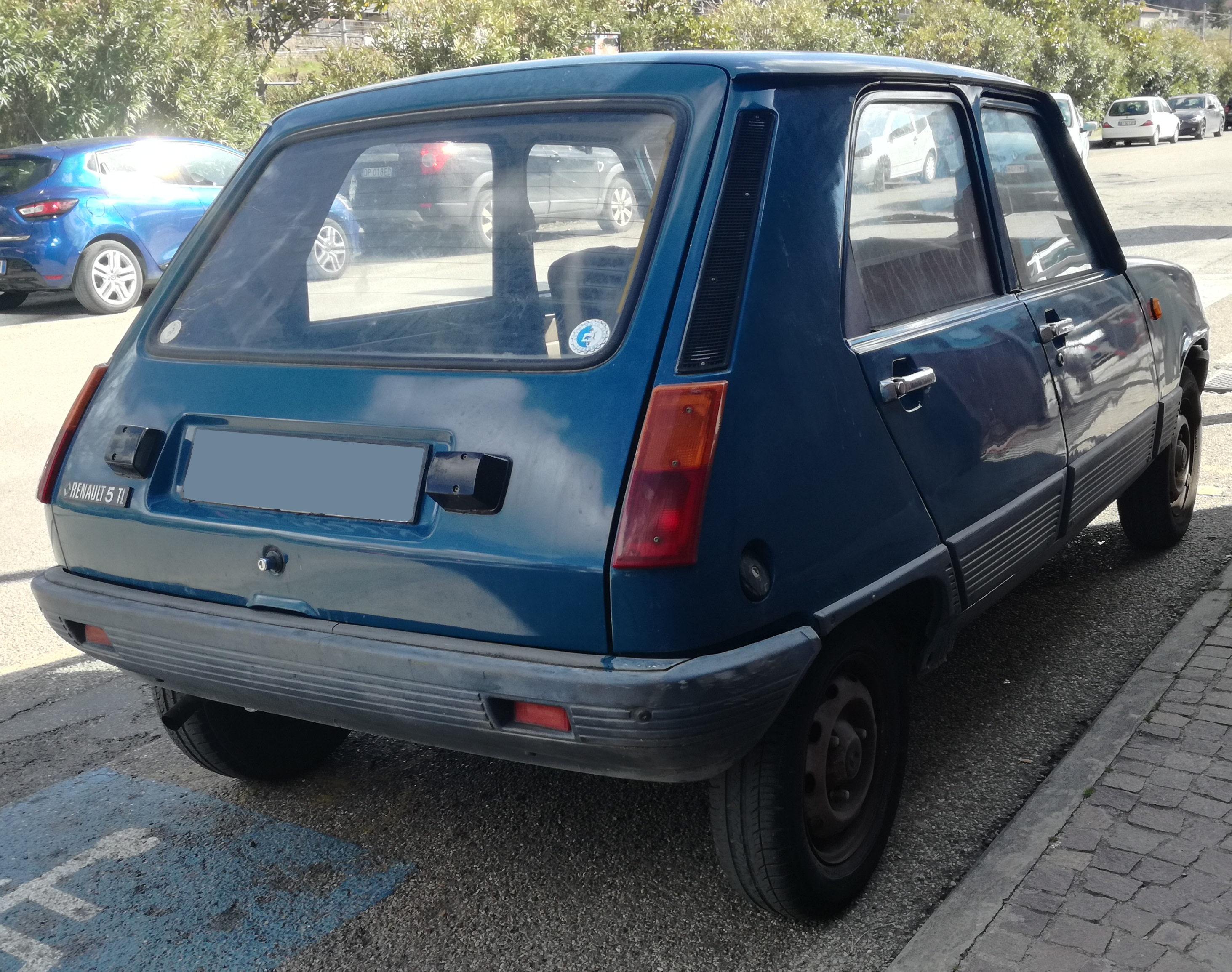
Renault 5 de 1979.

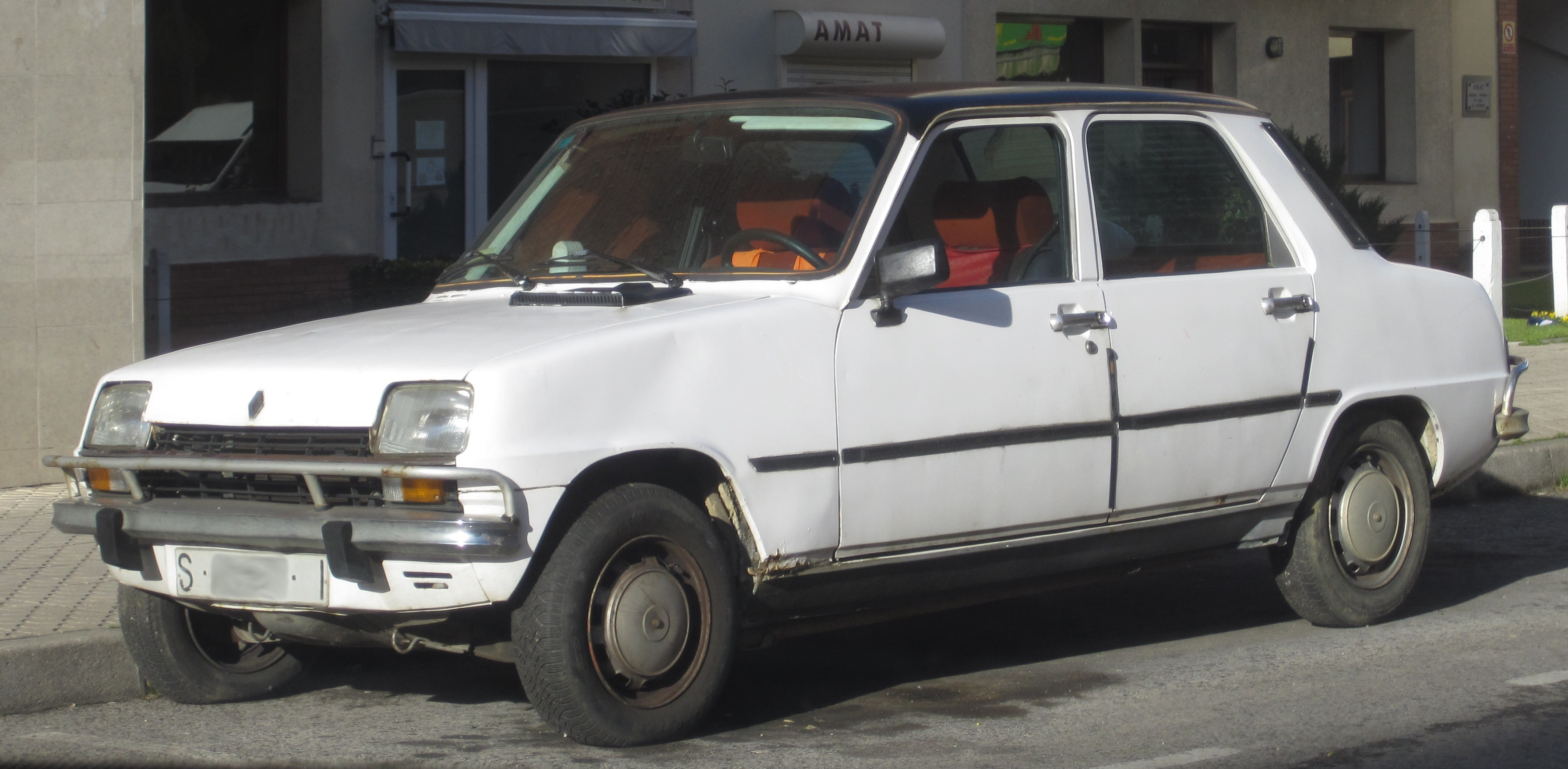
Fasa-Renault 7 GTL 1981

En juillet 1979 (pour 1980), la Renault 5 est déclinée en variante 5 portes. Celles-ci sont identiques à celles de la Fasa-Renault Siete (7) espagnole, une 5 trois volumes à 4 portes avec une malle arrière et des pare-chocs chromés. Sur la 5 portes, la planche de bord, le volant et les sièges sont aussi nouveaux. Le moteur des 5 TL et 5 GTL passe à 1 108 cm3.
La Renault 5 à 5 portes va être une auto-école très populaire. Succédant à la Simca 1000, la 5 Auto-école se démarque de la 5 TL par ses bandeaux latéraux de protection et ses feux de recul supplémentaires.

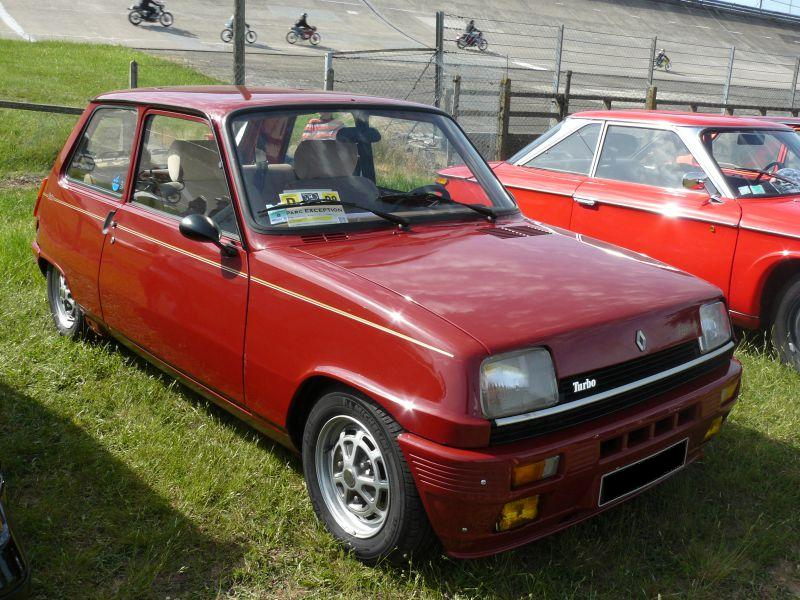
Renault 5 Turbo "Lauréate".

À partir de septembre 1981 (pour 1982), la 5 Alpine adopte un turbocompresseur et devient la 5 Alpine Turbo (110 ch), dépassant les 185 km/h. Elle reçoit des jantes spécifiques à ailettes. À partir de la fin 1983 (pour 1984), le modèle pour la Suisse adopte une vanne EGR pour respecter les normes antipollution. À partir de mars 1984, la 5 Alpine Turbo devient 5 Lauréate Turbo.
En octobre 1981 (modèle 1982), une version luxueuse de la 5 TS à trois portes est proposée, la 5 TX. Elle bénéficie d'un moteur 1 397 cm3 de 63 ch avec plus de couple (10,5 mkg). Elle est dotée d'une direction assistée, de lève-vitres électriques, d'un volant et d'un pommeau de levier de vitesses gainé de cuir, d'une banquette rabattable par moitié, d'un coffre entièrement moquetté, d'un pré-équipement radio et à l'extérieur de vitres teintées bronze, de jantes alliage spécifiques, d'un filet latéral de couleur contrastante sur la carrosserie et d'une antenne noire, la boite automatique est disponible en option.
Pour 1983, les pare-chocs anthracite sont généralisés sur toutes les R5.
Le sens de rotation du « moteur Billancourt » est anti-horaire (côté distribution), tandis que le « moteur Cléon-Fonte » tourne dans le sens horaire, pour obtenir le même sens de rotation aux roues, le différentiel de la boîte de vitesses est retourné sur les versions avec le « moteur Cléon-Fonte ».
La Renault 5, après neuf années consécutives en tête du marché français, de 1974 à 1983, termine sa carrière en décembre 1984 sous le nom de 5 Lauréate comme version d'accès aux côtés de la nouvelle Supercinq. Cette remplaçante n'osera pas s'écarter du style si réussi de la R5 originelle.
La 5 Alpine Turbo adopte l'appellation Lauréate (5 Lauréate Turbo) en mars 1984, suivie en juillet 1984 par le reste de la gamme, dont subsistent uniquement les finitions L, TL et GTL (Lauréate L, Lauréate TL et Lauréate GTL).
Les éphémères 5 Lauréate affichent une présentation spécifiques: pare-chocs, grilles d'extracteurs d'air arrière et grille de calandre supérieure peints couleur carrosserie, « stripping » (filet contrastant) latéral, jantes sport Fergat (type Alpine).
La Lauréate L est équipée du moteur 956 cm3, du pare-brise feuilleté et d'essuie-glaces 2 vitesses, la Lauréate TL ajoute le  moteur 1 108 cm3, le jonc de pare-brise et de gouttières chromé, la lunette arrière dégivrante, les feux de recul, la console pour autoradio (sans autoradio toutefois), le bac vide-poches dans la porte conducteur, l'essuie-glace arrière + lave-glace, le bouchon à essence verrouillable, et les vitres arrière entrouvrables sur la 3 portes.
La Lauréate GTL se reconnait à ses sièges « pétale » intégraux, sa boite 5 rapports, son lave-glace électrique, ses commandes de ventilation éclairées, son allume-cigares et son horloge (digitale).

### Les sportives

#### La Renault 5 Alpine

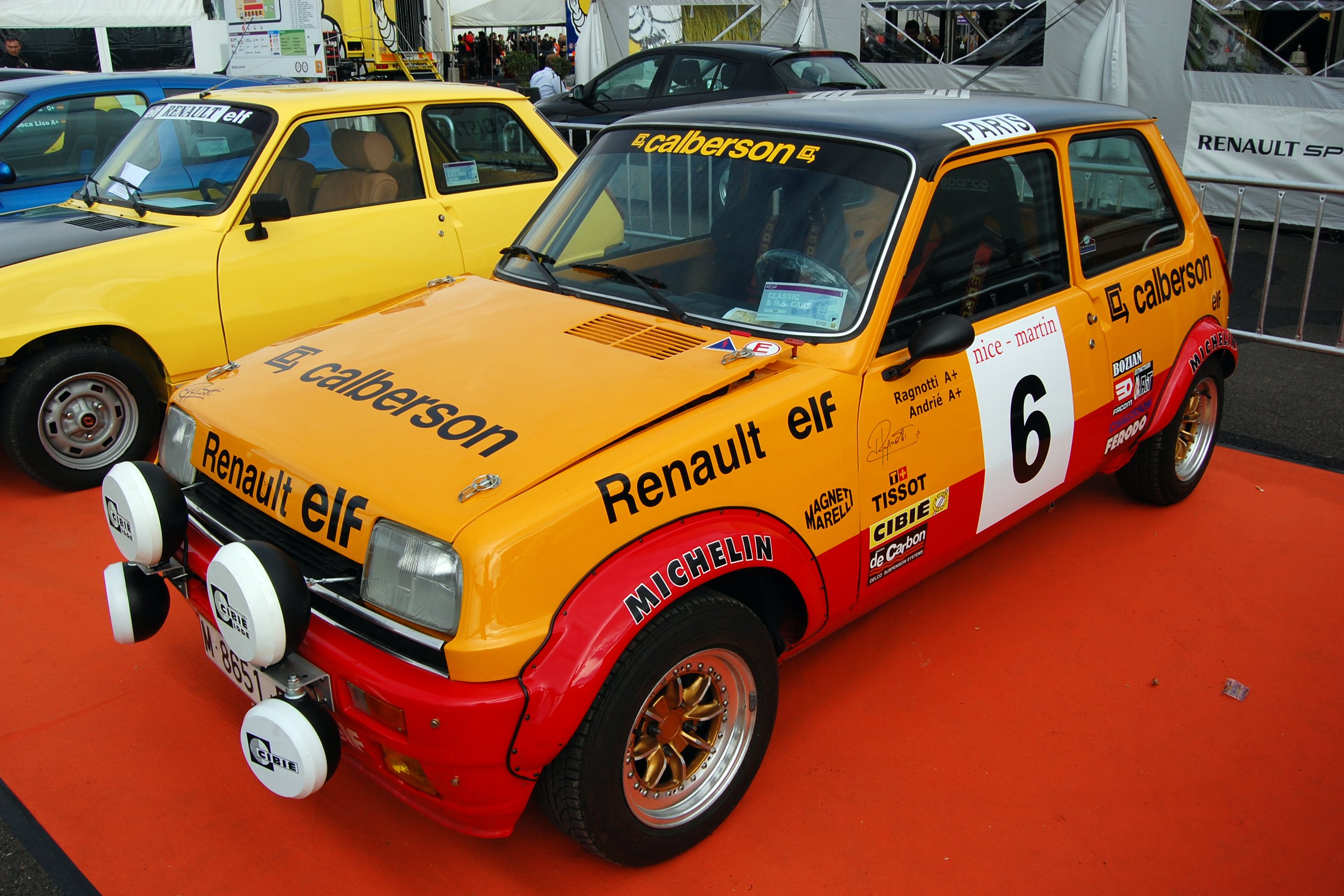
La R5 Alpine de Ragnotti et Andrié.

La Renault 5 Alpine apparaît au Salon de Genève en mars 1976 aux côtés d'une version TS cabriolet hors série. Cette année-là, la crise pétrolière faisant encore rage, les petites sportives ont le vent en poupe face aux plus grosses cylindrées plus gourmandes en carburant.
La 5 Alpine a été conçue et produite chez Alpine (par Yves Legal pour le style et le chef de projet Dominique Guérin pour tout ce qui fut son développement). Son « moteur Cléon-Fonte » de 1 397 cm3 possède une culasse hémisphérique, des pistons, collecteurs et une distribution spécifiques dessinés par M. Hattiger et développés par le chef de projet. Sa boîte de vitesses 5 rapports est celle de la Renault 16 TX. ses freins avant sont ceux de la Renault 12, les barres de torsion, barres anti-roulis et amortisseurs sont spécifiques. Son bouclier avant très novateur a pour vocation de diminuer le SCx (traînée aérodynamique) permettant un gain en vitesse maximale et en consommation et son SCz (déportance) permettant un très net gain de stabilité à haute vitesse. Son type mines est R1223. Elle sera produite à 80 000 exemplaires (54 000 atmosphériques et 26 000 turbo).
La version Groupe 2, évolution adaptée pour le rallye, se classe honorablement à plusieurs reprises lors d'épreuves du Championnat du Monde, où elle obtient quatre podiums : Rallye Monte-Carlo (2e et 3e en 1978 avec Jean Ragnotti et Guy Fréquelin), Rallye de Côte d'Ivoire (3e en 1978 avec Ragnotti), et Tour de Corse (2e en 1979 avec Ragnotti). Après ses trois podiums mondiaux, Jean Ragnotti remporte en 1980 le Championnat de France des rallyes asphalte (victoires au Lyon-Charbonnières, en Lorraine, et au Mont-Blanc), et en 1981 Alain Coppier gagne à son tour le Championnat de France des rallyes terre (victoire au Terre de Biarritz). En Hongrie, Attila Ferjáncz remporte le Championnat associé à János Tandari à cinq reprises consécutives avec l'Alpine, en 1977, 1978 (victoire aussi au rallye Taurus en Slovaquie), 1979 (et toujours victoire au Taurus slovaque), 1980 (et victoire au rallye de Yougoslavie) et 1981 (et aussi au rallye du Danube ; championnat remporté également en partie avec la Turbo durant cette dernière année). Le rallye de Yougoslavie est également remporté en 1982 par le pilote slovène Branislav Küzmič.
La voiture est de plus engagée en France en rallycross. Une coupe d'Europe spécifique est alors créée, remportée par Yves Frémont en 1976, Mauro Baldi en 1977 et Wolfgang Schütz en 1978, avant de laisser place, après deux ans d'absence, à la Coupe d'Europe Renault 5 Turbo de 1981 à 1984.

#### La Renault 5 Alpine Turbo

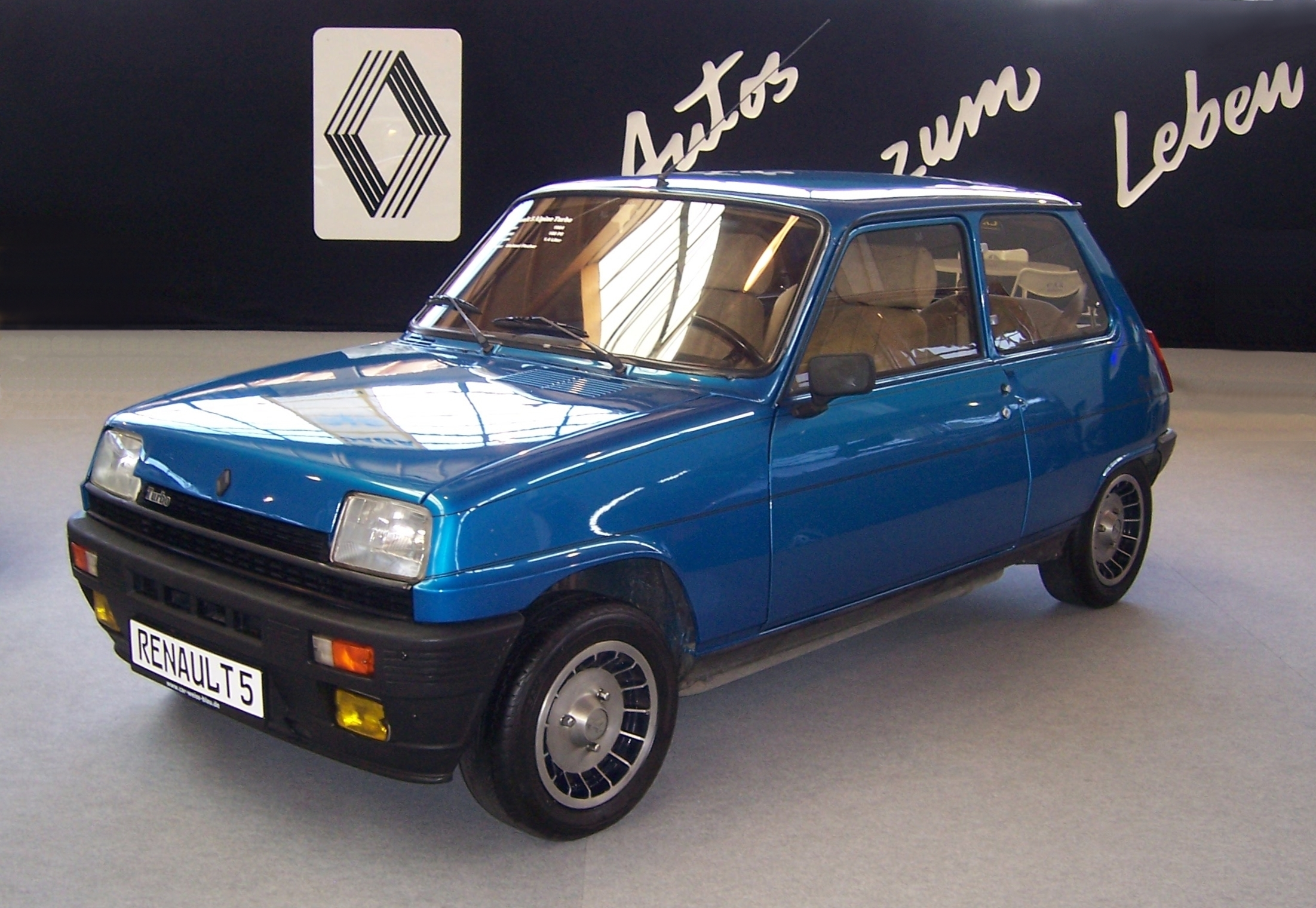
Renault 5 Alpine, ici en version Turbo.

La Renault 5 Alpine « atmosphérique » (par opposition à l'Alpine turbo) commençant à pâtir sérieusement de son manque de puissance face à la concurrence, et plus spécialement la Golf GTI, la Régie Renault décide alors d'y greffer un turbocompresseur. En 1981, la Renault 5 Alpine Turbo (ou R122b dans les catalogues de la Régie) fait son apparition. Cette technologie de suralimentation a en effet apporté de nombreuses victoires à Renault en Formule 1 depuis 1980 et fait ses preuves sur la R5 Turbo à moteur central. Le montage retenu pour le turbocompresseur est spécifique car le carburateur est ici placé en amont du turbo. Il s'agit donc d'un montage aspiré qui permet d'utiliser un carburateur classique et de ne pas avoir à recourir à un carburateur étanche de turbo soufflé. En revanche, s'il est possible de mettre en place un échangeur air/air (un prototype a roulé avec un échangeur), le train avant n'a pas la possibilité de passer plus de couple. La R5 Alpine Turbo pouvait être doté en option de la direction assistée.
Elle sera rebaptisée Lauréate fin 1984 quand sortira la Supercinq puis disparaitra l'année suivante. Ce seront environ 24 000 Alpine Turbo qui auront été assemblée.

La R5 Alpine Turbo de François Chauche et Teyssier au Monte-Carlo 1984.
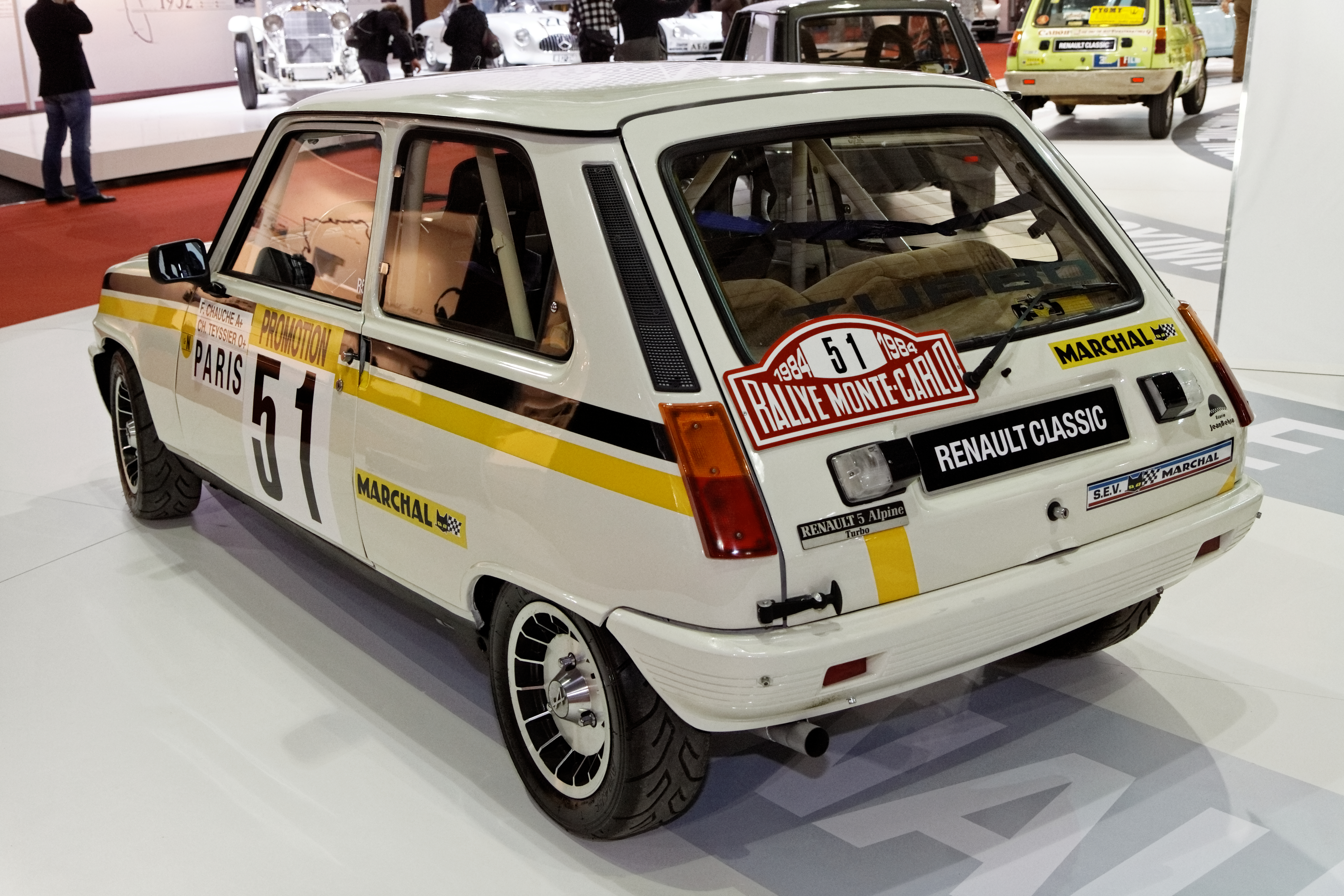
Vue de dos.
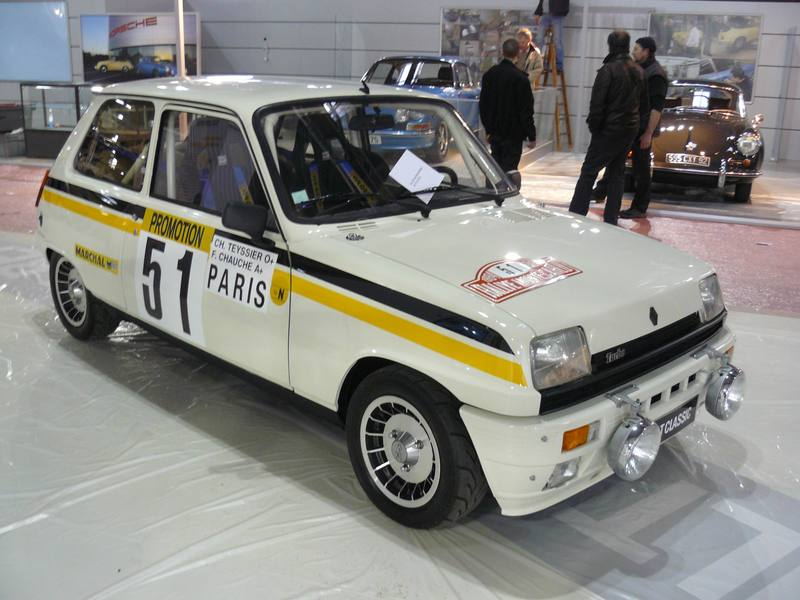
Vue de face.

Au Royaume-Uni, c'est la dernière Renault Gordini (la marque Alpine étant déposée) avant la réapparition de la griffe 25 ans plus tard.

#### Les Renault 5 Alpine Coupe et Alpine Turbo Coupe
Ce modèle apparaît dans une version légèrement modifiée à l'occasion de la coupe Renault-Elf. La R5 Alpine Turbo Coupe ne sera produite qu'à 706 exemplaires. Elle se distingue par quelques spécificités, notamment une coque renforcée ainsi que des barres de torsion d'un diamètre plus gros et les freins de la R12 Gordini (à disques ventilés à l'avant et disques pleins à l'arrière, avec étriers et maître cylindre plus gros que sur la R12 classique), un carter cloisonné, une pompe à essence électrique et une direction plus directe.

#### La Renault 5 Turbo

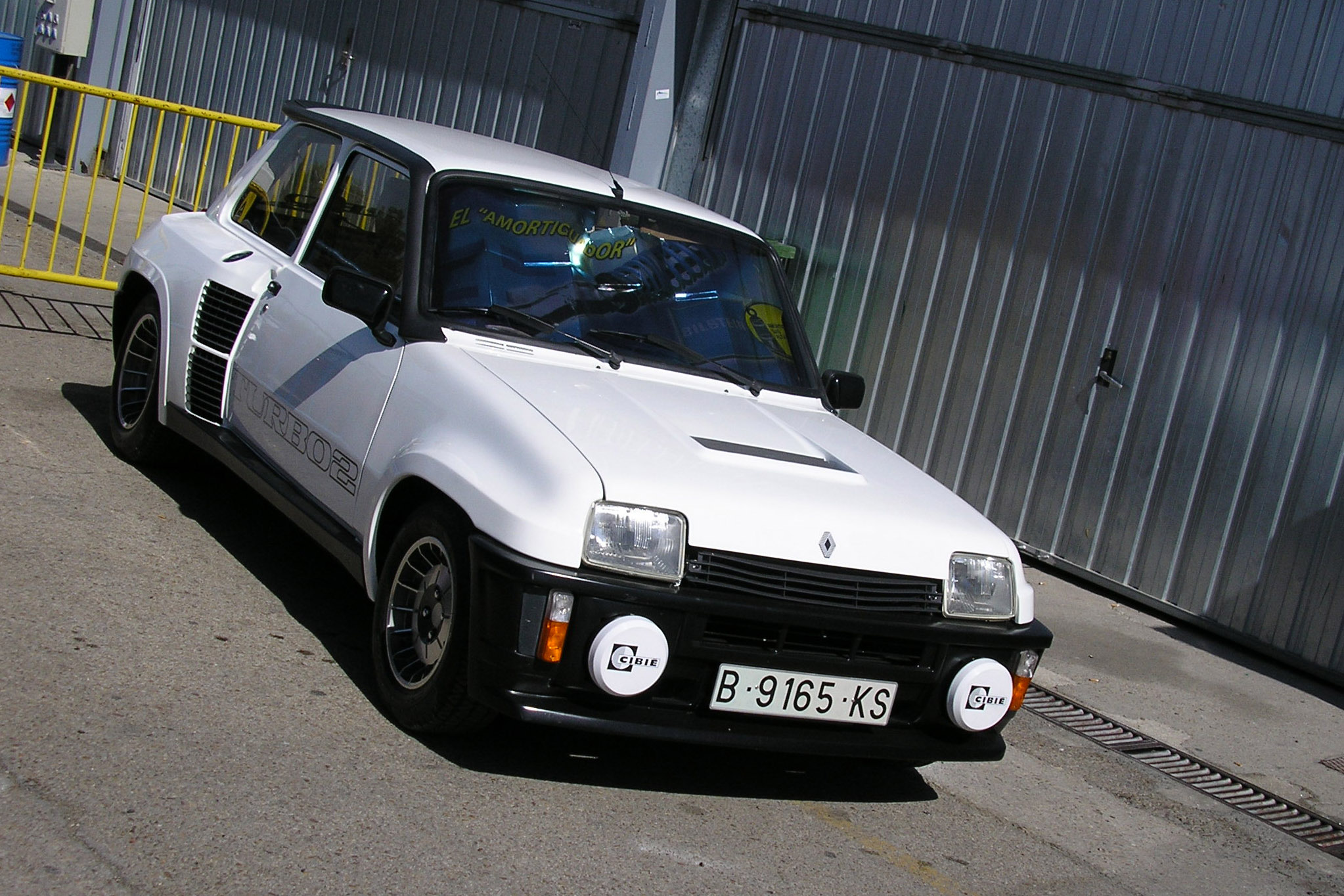
Renault 5 Turbo 2 équipée d'un pare-chocs type TDC.

Renault 5 à propulsion avec moteur turbo en position centrale arrière et ailes arrière élargies, la R5 Turbo est développée en tant que voiture de course homologuée sur route et commercialisée à partir de 1980. Les 160 cv de son 1 397 cm3 (le moteur de la R5 Alpine turbocompressé) lui permettent de se forger un redoutable palmarès en rallye, remportant notamment le Rallye Monte-Carlo 1981 et le Tour de Corse 1982 et 1985 ainsi que le Championnat de France des rallyes en 1981, 1982 et 1984. Les versions "compétition" (Cévennes, Tour de Corse, Maxi) sont développées par Renault Sport à partir de la base R5 turbo groupe B de 240 cv, étudiée par le BEREX[Quoi ?] et produite par Alpine à 400 exemplaires. Le maxi disposera de presque 400 cv[réf. souhaitée].

#### La version LM
La société LM Sovra (SOciété de Vente et de Réparation Automobile) réalise à partir de 1980 des transformations sur base de R5. Le client dépose sa voiture pour 4 jours, neuve ou d'occasion, pour la faire transformer en version découvrable : LM Sovra découpe la partie supérieure du pavillon pour y greffer un hard top en polyester démontable à l'avant et installer, pour la partie arrière, une capote qui s'ouvre comme sur un cabriolet ; entre les deux, un arceau sert de renfort de caisse. Quant au coffre, il conserve son volume initial et sa banquette arrière rabattable. Cette réalisation est homologuée par le service des mines avec l'établissement d'une nouvelle carte grise et d'un numéro de série riveté dans le compartiment moteur.

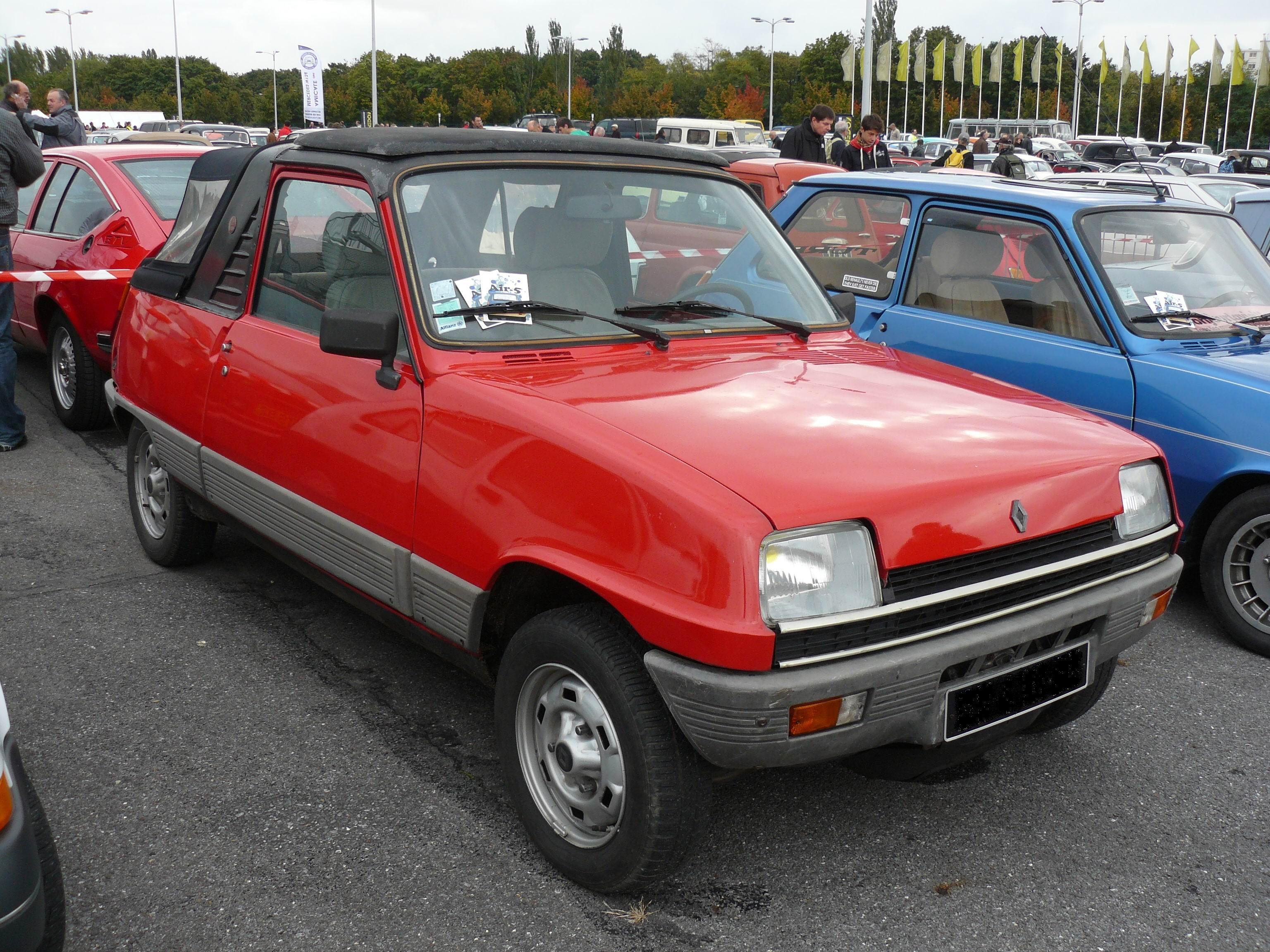
Une R5 transformée par LM Sovra avec hard-top pour la partie avant.
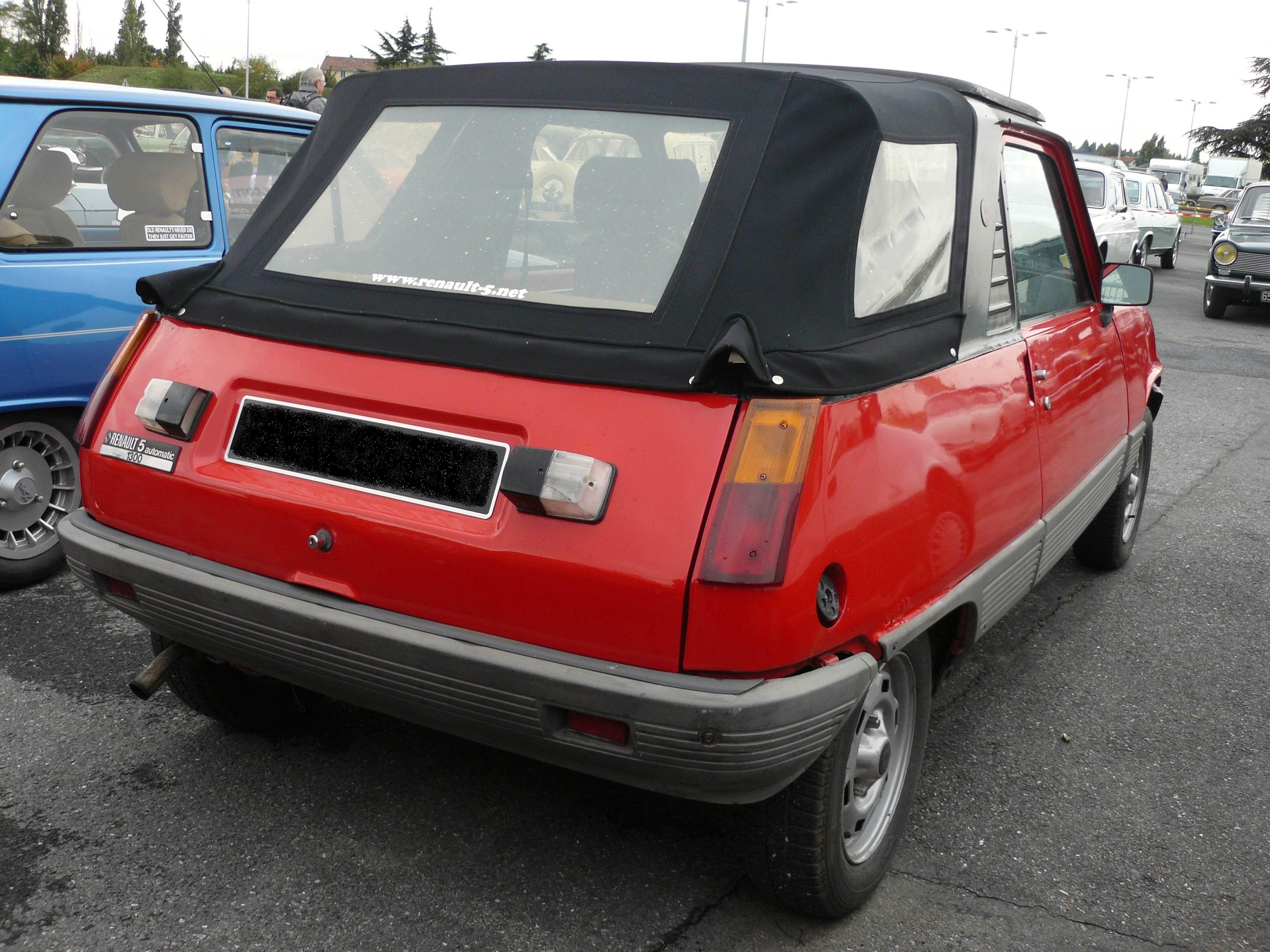
Vue arrière de R5 LM Sovra avec capote pour la partie arrière.

### Électrique

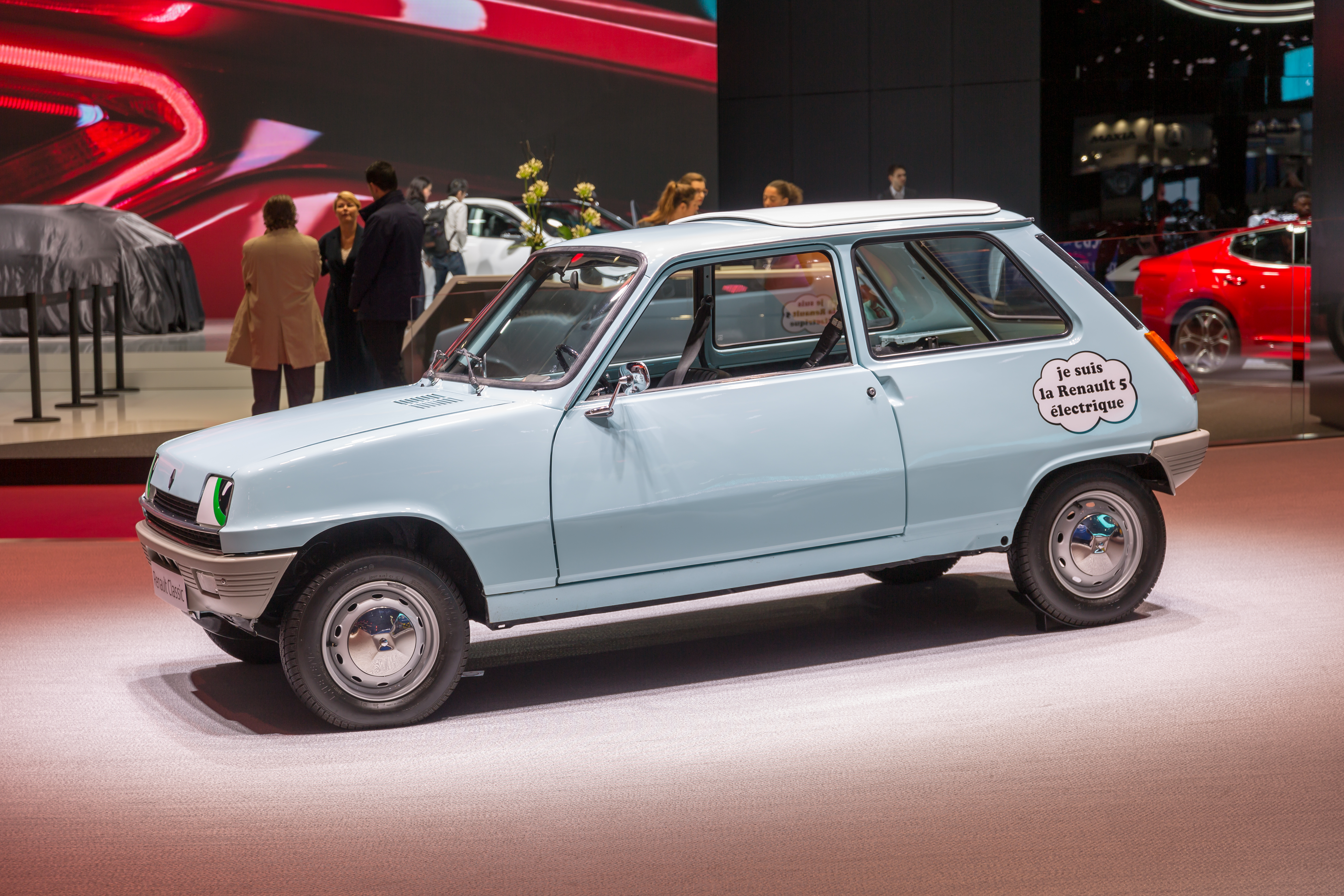
R5 électrique 1971

En 1971, EdF et Renault étudient une R5 à moteur électrique. La citadine électrique est capable de pointes à 80 km/h et ses batteries au plomb allégées permettent une autonomie allant jusqu'à 110 km. Équipée d'un moteur à balais Unelec et d'une commande électronique Cybermeca Varicar en 48v, seulement 7 exemplaires seront assemblés sur le site de recherche Renault de Lardy, dans l'Essonne.
À noter que la société américaine Electricar a également proposé en 1979 une version électrique de la Renault 5 Le Car, la Lectric Léopard (voir infra).

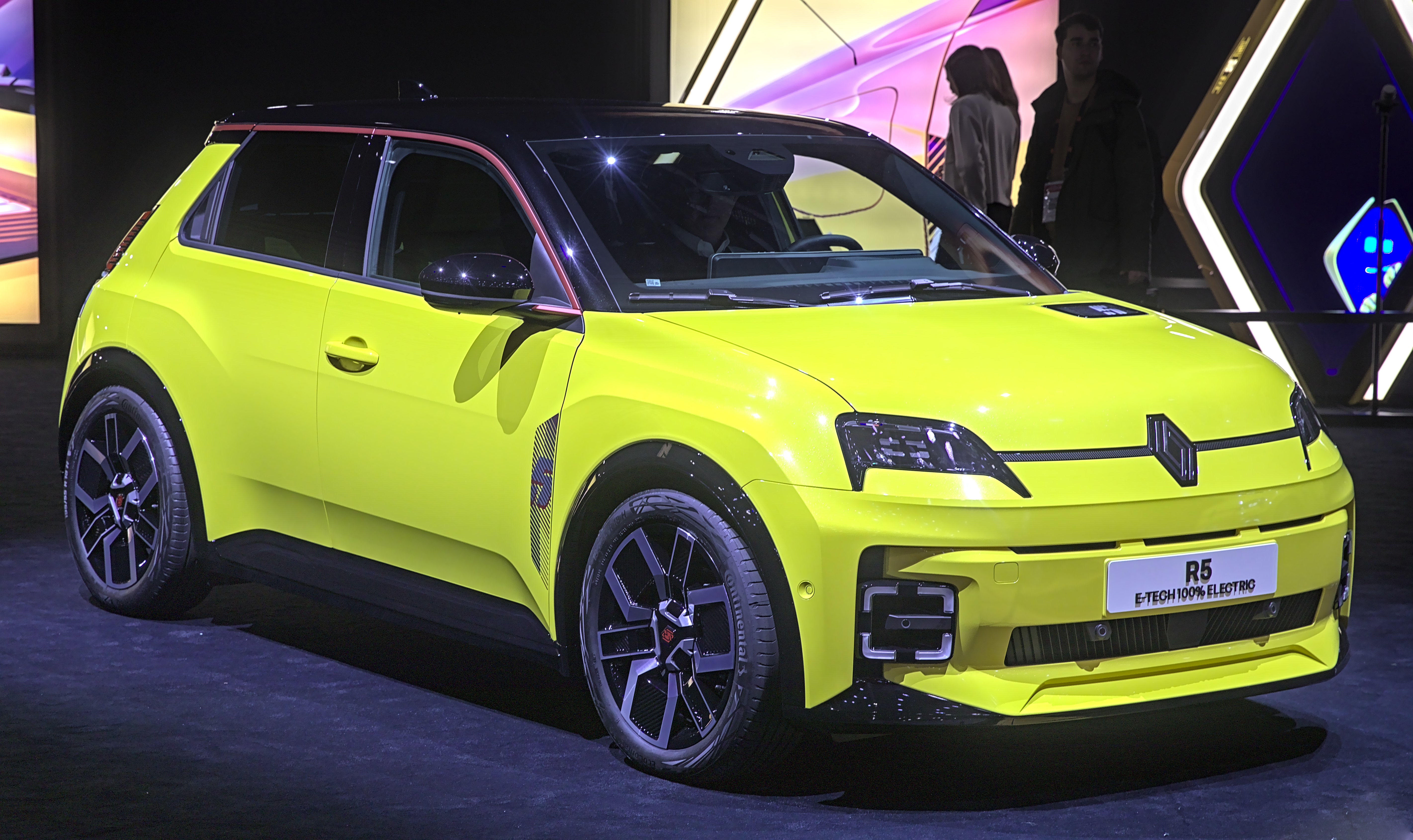
Renault 5 E-Tech 2024

Une nouvelle version électrique est annoncée pour 2024. En janvier 2021, le concept car Renault 5 Prototype est présenté par le directeur général de la marque.
La Renault 5 E-Tech Electric est présentée le 26 février 2024 à 9h30 lors de la 90e édition du salon automobile de Genève qui fête ses 100 ans,. Les commandes sont ouvertes à partir du 31 mai 2024.

### La version nord-américaine

#### Au Québec
La Renault 5 fait son apparition en Amérique du Nord en 1976. Son marché le plus intéressant est celui du Québec, où on l'appelle tout simplement « La Cinq ». L'agence publicitaire Cossette obtient le contrat de publicité et la dépeint comme la voiture pour les jeunes et le plaisir de conduire. Le slogan est « Le Chnac, ça s'attrape ». Les publicités suivantes vantent sa faible consommation d'essence et son habitabilité avec le slogan « Le Chameau ». Pour les versions télévisées, on utilise le chanteur Robert Charlebois, grand amateur de voitures françaises, et son succès « J't'aime comme un fou » pour la bande sonore. La Renault 5 atteint ainsi 50 % du marché de la petite voiture dans la province.
On retrouve brièvement la version L avec un moteur de 845 cm3 et son drôle de levier de vitesses au tableau de bord (commun en France, mais unique au Québec). Son moteur trop anémique l'empêche de bien se vendre, malgré l'introduction d'un levier de vitesses au plancher sur la version 1977. En parallèle, la GTL est une version plus luxueuse avec moteur de 1 289 cm3, insonorisation du compartiment moteur, cache-bagages de coffre et freins assistés. Dès 1978, la L est remplacée par la TL, qui reprend la mécanique de la GTL avec l'habillage de la L. C'est donc les TL et GTL qui furent un franc succès au Québec. L'année-modèle 1980 amène un nouveau tableau de bord (comme sur le modèle européen) et les phares européens sont remplacés par des phares « sealed-beam » universels, comme sur la version destinée aux États-Unis. Au même moment apparaît l'éphémère version 5 portes, qui sera retirée du catalogue nord-américain après l'année-modèle 1982. La boite automatique ne sera jamais disponible sur le marché nord-américain. La seule boîte disponible est une boîte manuelle à 4 rapports. En 1983, le moteur passe à 1 397 cm3 pour faire face aux normes antipollution calquées sur celles des États-Unis.
Lorsque Renault rachète AMC (American Motors Corp.) en 1983, on fait confiance aux responsables du marketing américain qui décident de retirer le compte publicitaire de Renault à Cossette. La 5 perd ensuite le marché de la petite automobile au Québec, submergé par de nouveaux modèles très compétitifs (Honda Civic 3e génération, Hyundai Pony…) 
La Supercinq, qui remplace la R5 en Europe, ne fut pas importée, les modifications nécessaires pour se conformer aux normes de sécurité nord-américaines ne se justifiant pas, vu le faible potentiel de ventes aux États-Unis, et l'accent est mis sur les modèles Alliance et Encore, versions nord-américaines des Renault 9 et 11. L'ancienne 5 est tout de même importée au Canada jusqu'à la fin 1986 et laissera un souvenir mémorable (en bien ou en mal) à beaucoup de Québécois.

#### Aux États-Unis

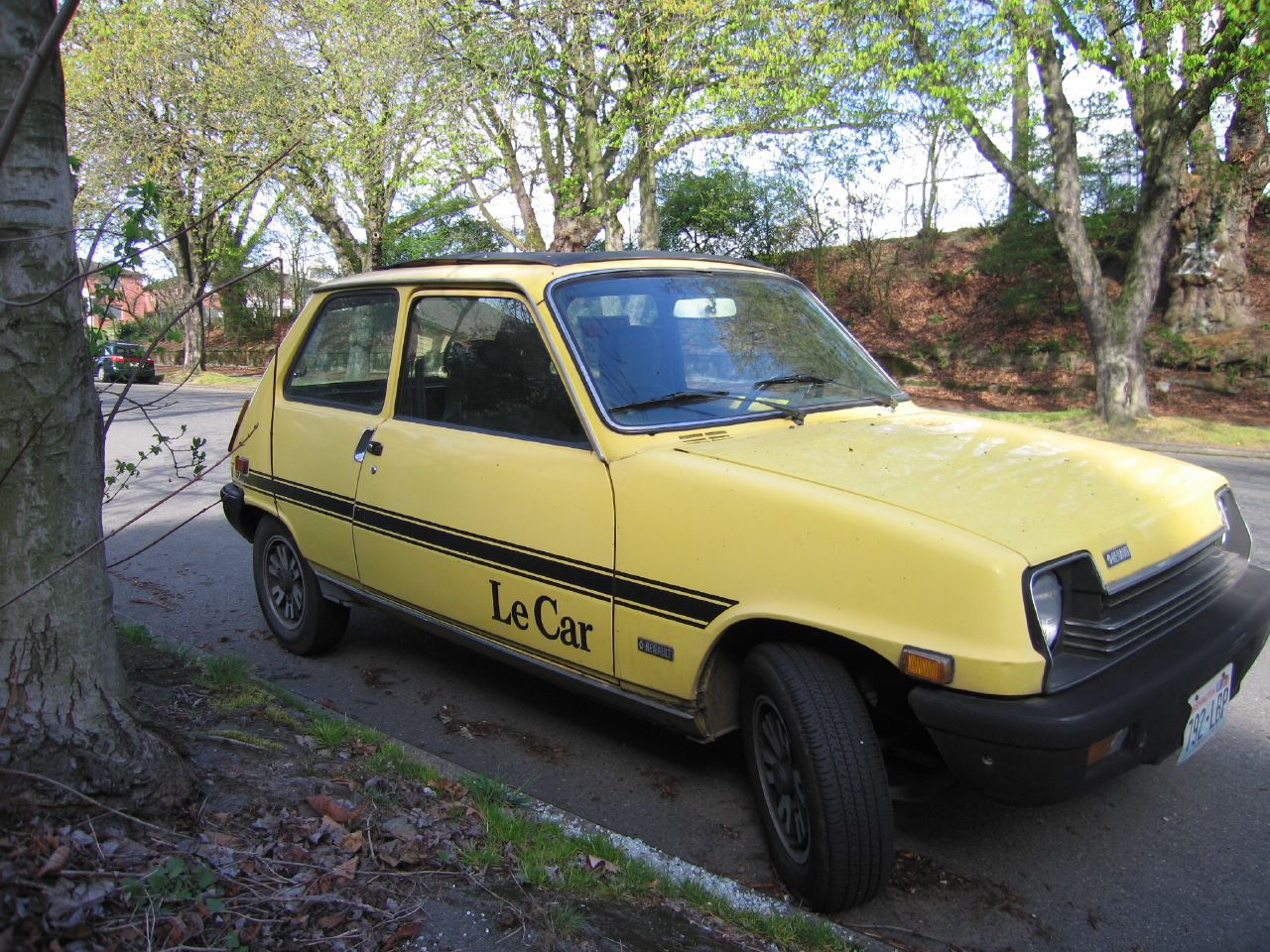
Une "Le Car", la déclinaison de la R5 pour le marché des États-Unis.

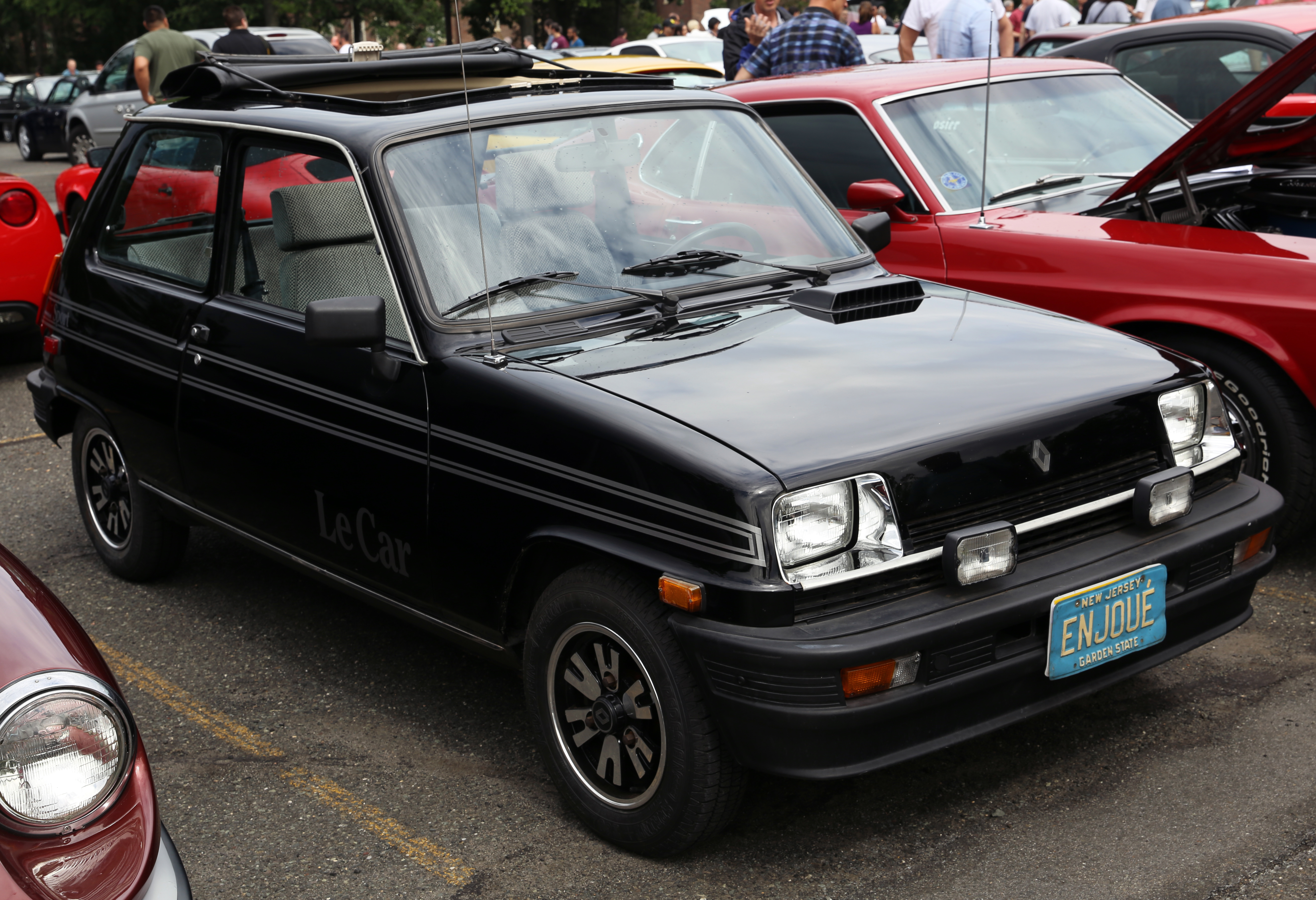
Renault Le Car Sport 1983 toutes options

Aux États-Unis, elle est vendue de 1976 à 1983 sous l'appellation Le Car. En compétition avec la Honda Civic et la Volkswagen Rabbit, elle ne put jamais y tirer son épingle du jeu. La version vendue est celle à moteur 1 397 cm3.
Une entreprise américaine, la US Electricar Corp. proposa un temps une version électrique de la Le Car baptisée « Lectric Leopard ». Environ 60 exemplaires furent ainsi construits et équipés d'un moteur électrique 48v de chariot élévateur, d'un variateur électronique à thyristors, et de batteries au plomb 6v réparties sous le capot avant et dans le coffre.
L'aventure américaine de la Renault 5 est immortalisée par une apparition dans la série L'Agence tous risques, dans l'épisode Bataille rangée. De couleur bleue, elle y est transformée en char d'assaut par les héros de la série et est finalement détruite. Dans la version francophone de la série, la voiture est nommée « R5 » et non « Le Car ». Elle apparaît aussi dans le série Holmes et Yoyo en 1976, dans l'épisode 13 Trafic de platine de l'unique saison.
En 2000, Une "Le Car" apparaît à la fin du film Eh mec ! Elle est où ma caisse ? ; il s'agit de la "caisse" que recherchent les protagonistes du film.
La même année, elle apparait dans le film Wonder Boys avec Michael Douglas. C'est la voiture du personnage incarné par Katie Holmes et qui finit détruite contre un mur par Robert Downey Jr.
En 2002 dans le film Insomnia, Al Pacino poursuit Robin Williams et une Renault 5 rouge est stationnée dans une rue.
Entre 2005 et 2008, dans la série Earl (série télévisée) le personnage de Kenny James (ami du héros) possède une Renault LeCar bleue souvent montrée à l'écran.
Dans le film Basic Instinct de Paul Verhoeven, on peut voir une "Le car" lors d'une course poursuite, à la 82e minute.

### La version iranienne
La R5 de première génération a aussi été produite et vendue en Iran, par la Saipa (Société anonyme iranienne de production automobile) puis par Pars Khodro, sous le nom de Sepand, de 1980 à 2000. Elle est remplacée par une version modernisée, baptisée PK, elle-même remplacée en 2006 par la New PK, qui reprend une base restylée de la carrosserie de la Renault 5, avec des trains roulants et motorisations issus de la Kia Pride[Laquelle ?].

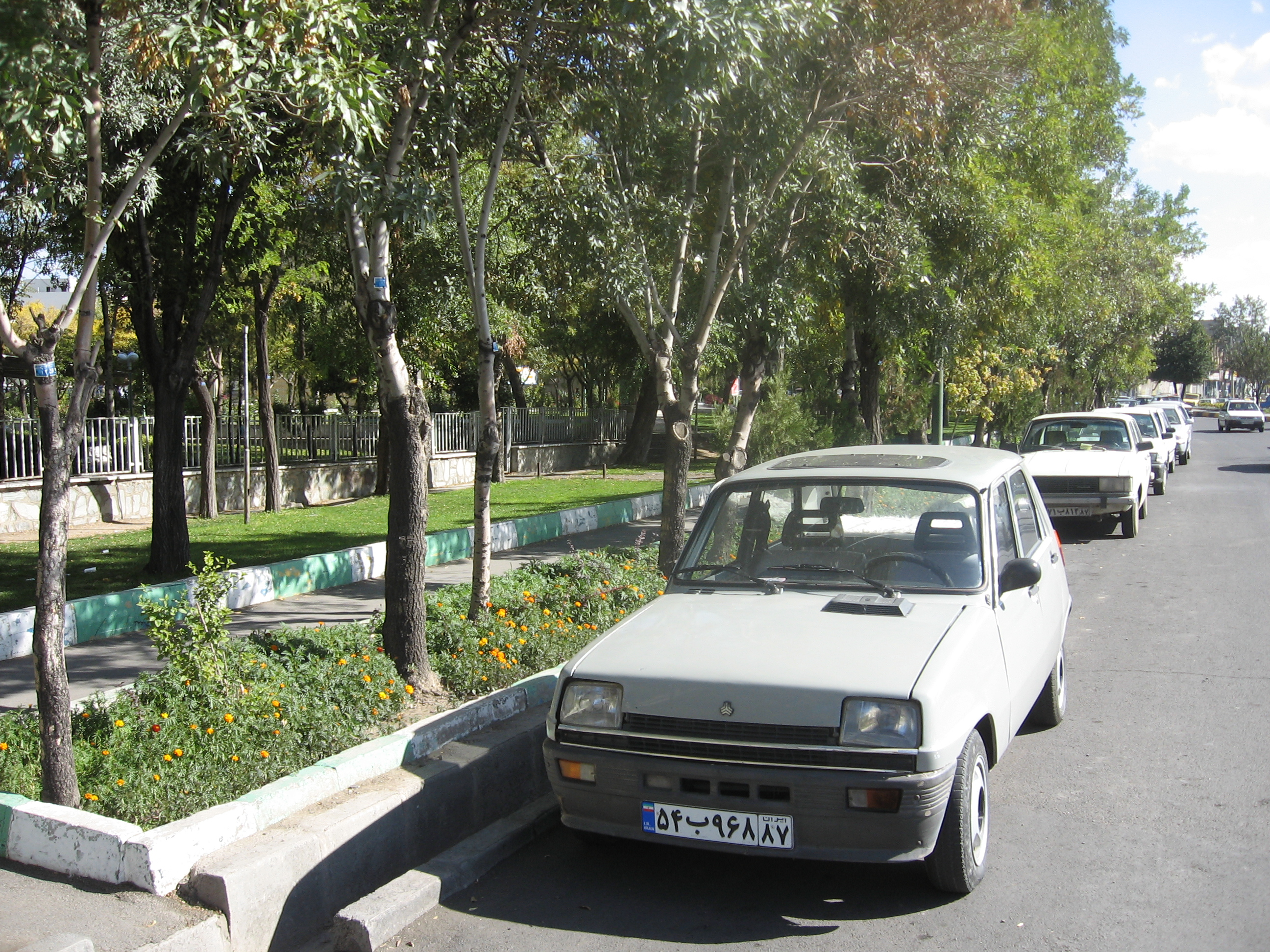
Une Saipa 5.
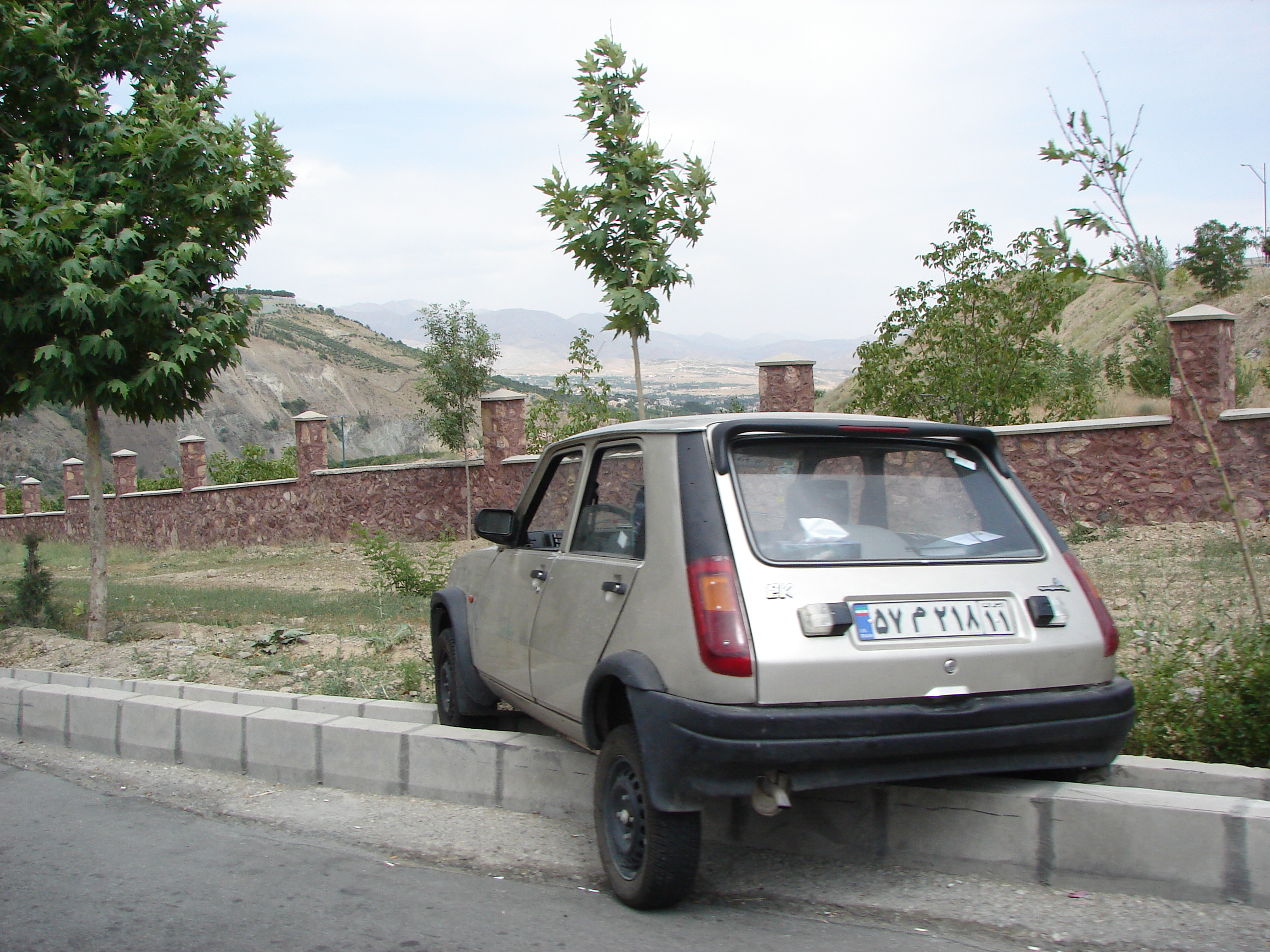
Une PK accidentée.

## Production
La production globale de la R5 dépasse les 5 709 369 exemplaires, dont :
- R5 françaises (1972 - 1985) : 5 276 630
- R5 iraniennes (1987 - 1992) : 49 270 (chiffres inconnus au-delà de cette date)
- R5 Turbo (1980 - 1986) : 4 987
- R5 Maxi (1980 - 1986) : 154
- R5 Société (1975 - 1984) : 218 795
- Siete / 7 (R5 espagnole à 4 portes) (1974 - 1982) : 159 533[28]

## Galerie

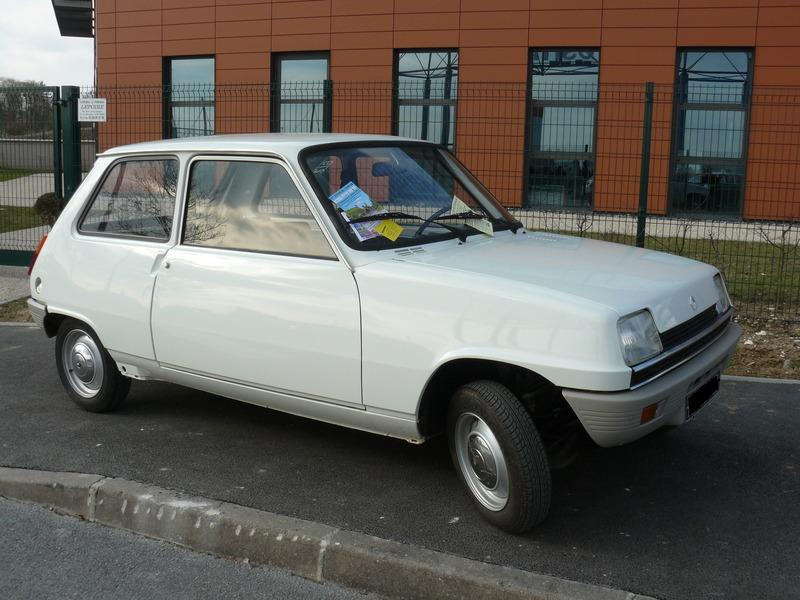
Renault 5 L de 1972.
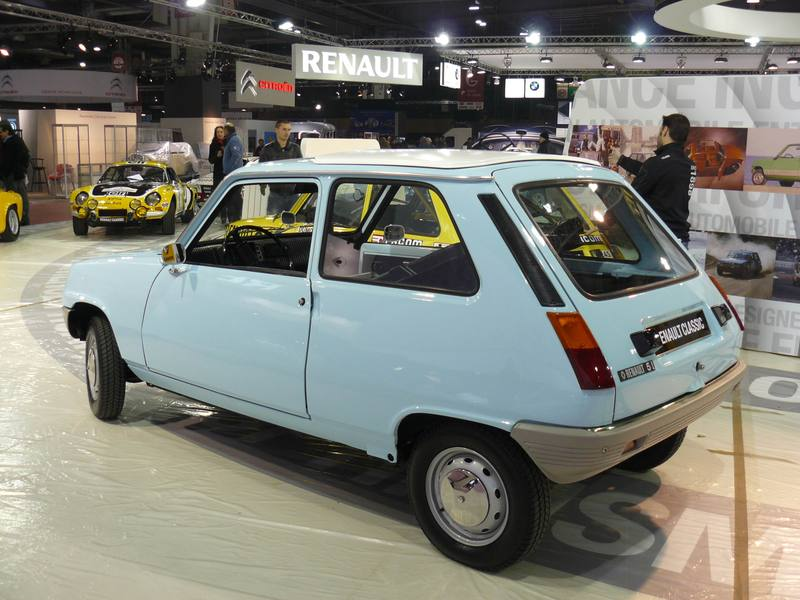
Une Renault 5 électrique.
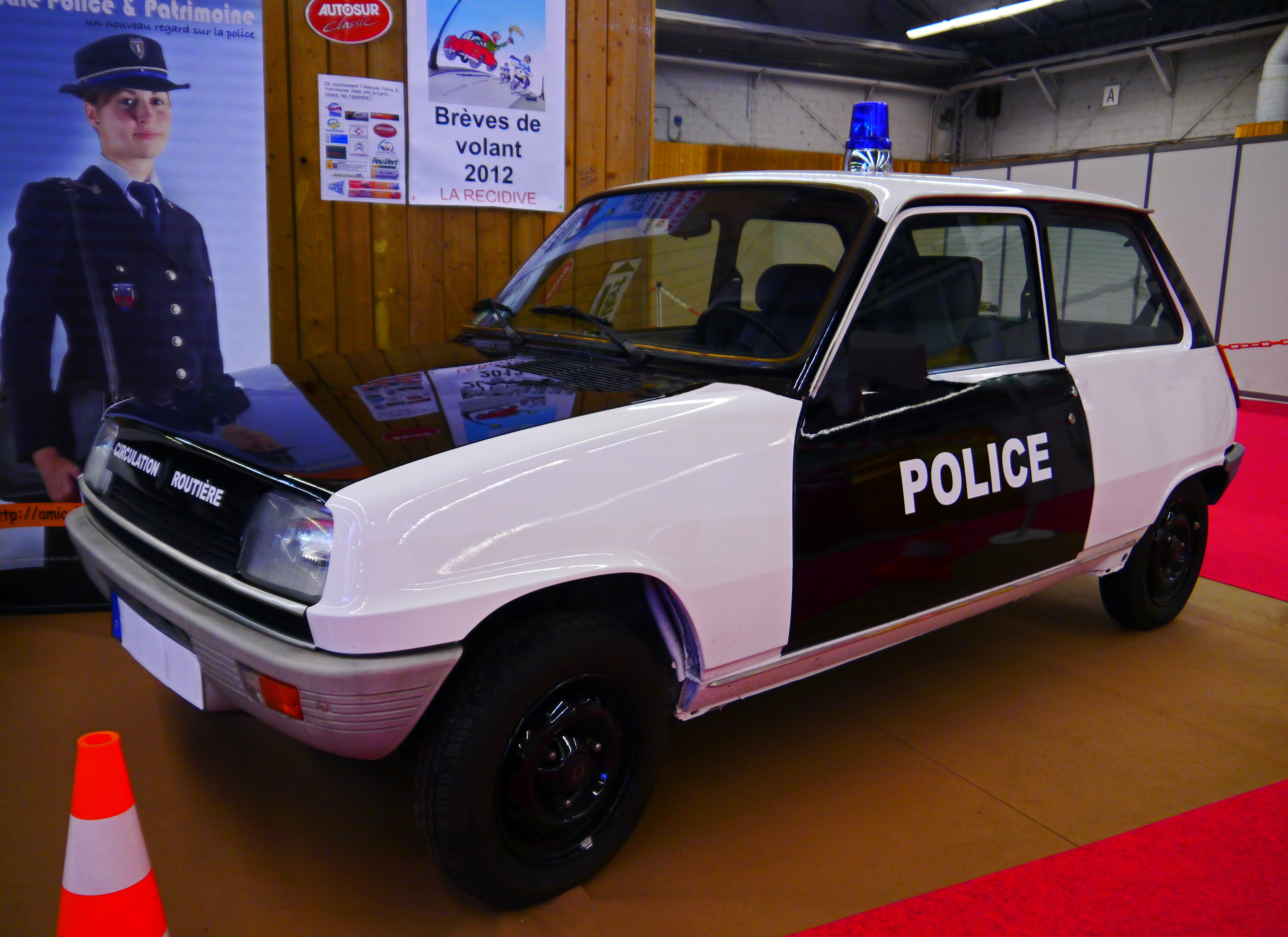
Une Renault 5 "Pie" de la Police nationale.
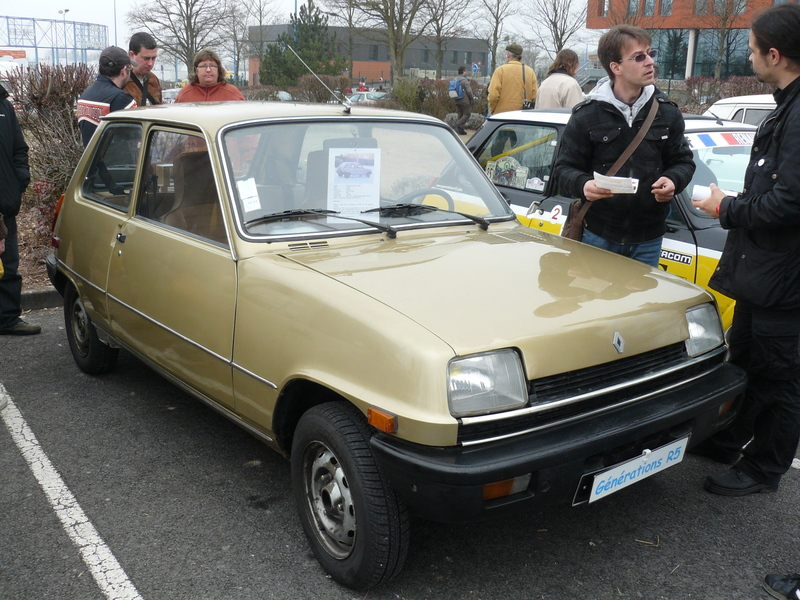
Renault 5 GTL version exportation pour le Canada de 1978.
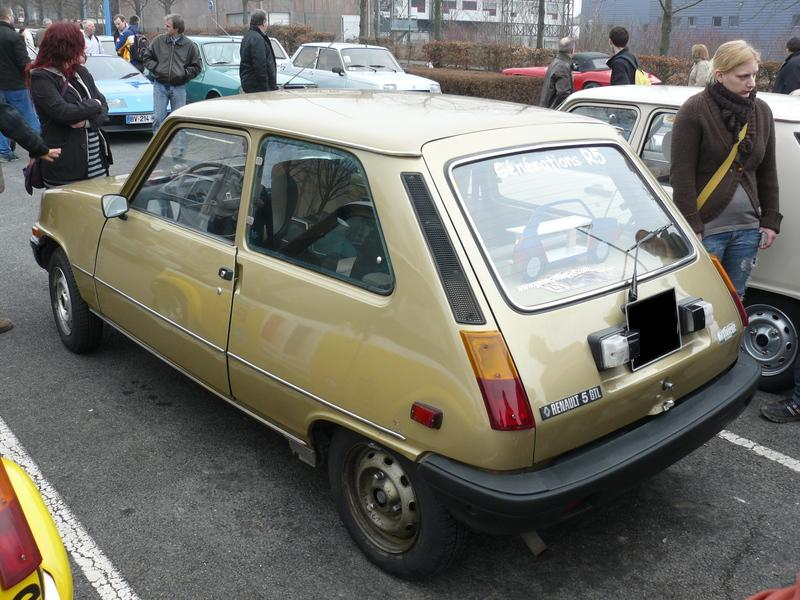
Renault 5 GTL version exportation pour le Canada de 1978.
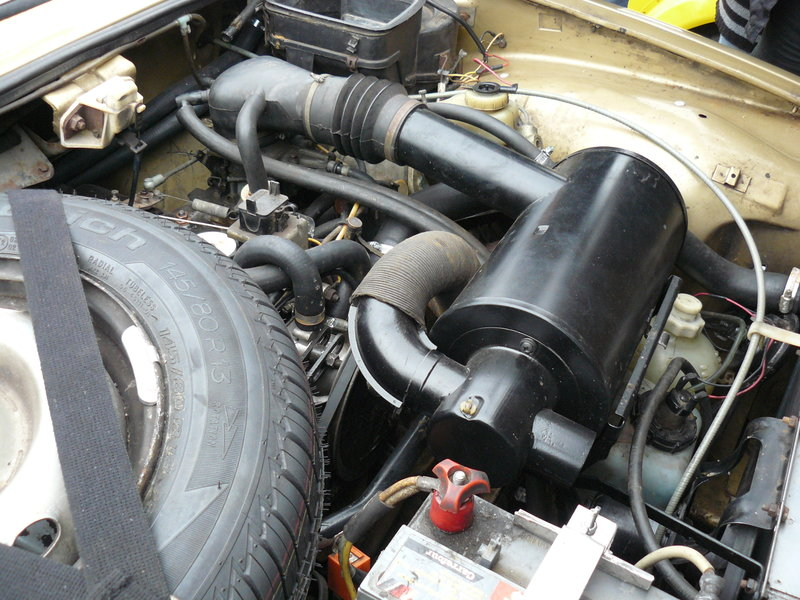
Le moteur de la Renault 5 GTL exportation pour le Canada de 1978.
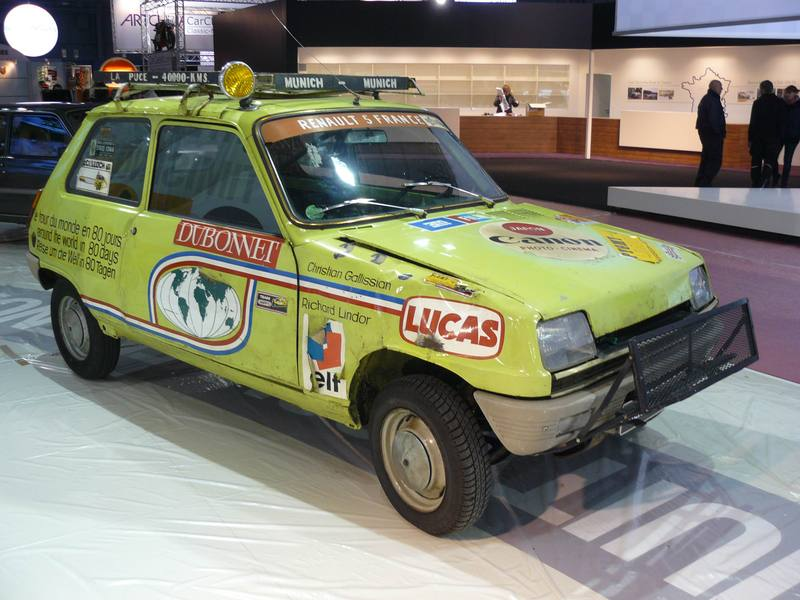
Renault 5 TL "Raid - Tour du monde en 80 jours" de 1972.
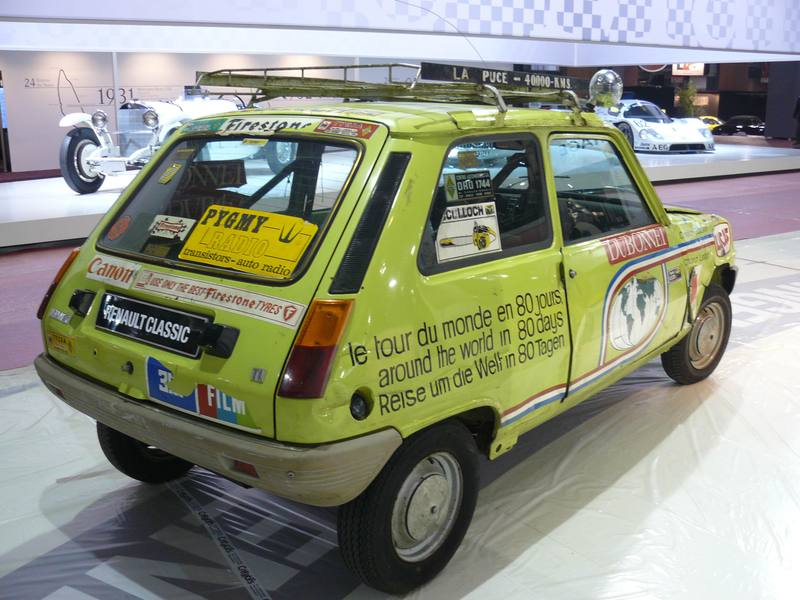
Renault 5 TL "Raid - Tour du monde en 80 jours" de 1972.
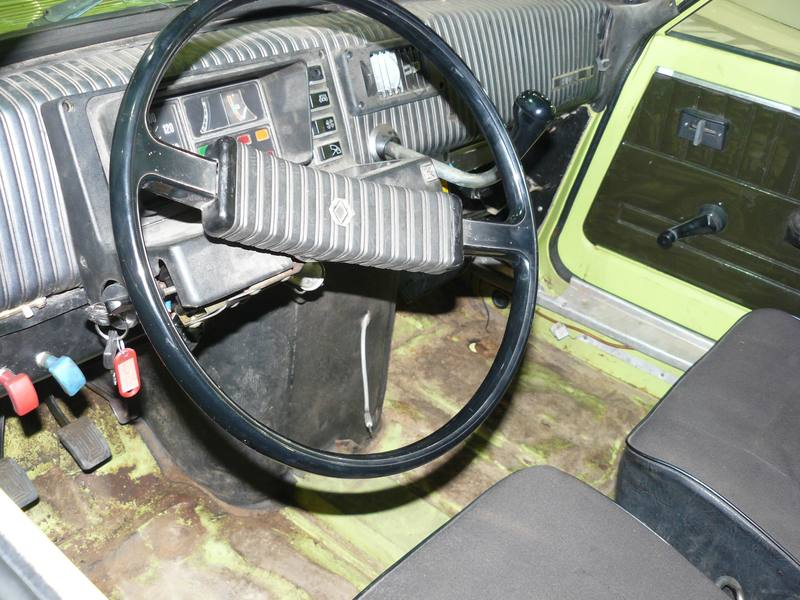
L'habitacle de cette version "Raid".
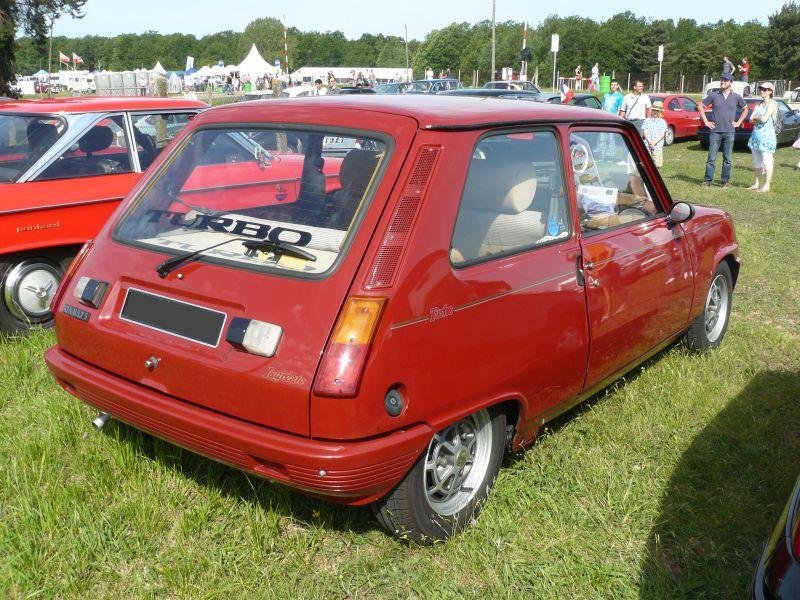
Renault 5 Turbo "Lauréate".
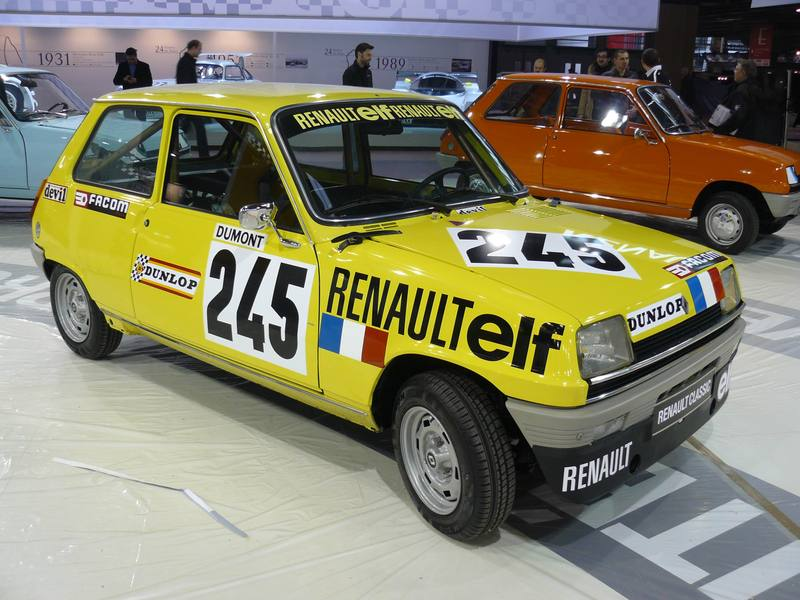
Renault 5 LS version "Coupe" de 1975.
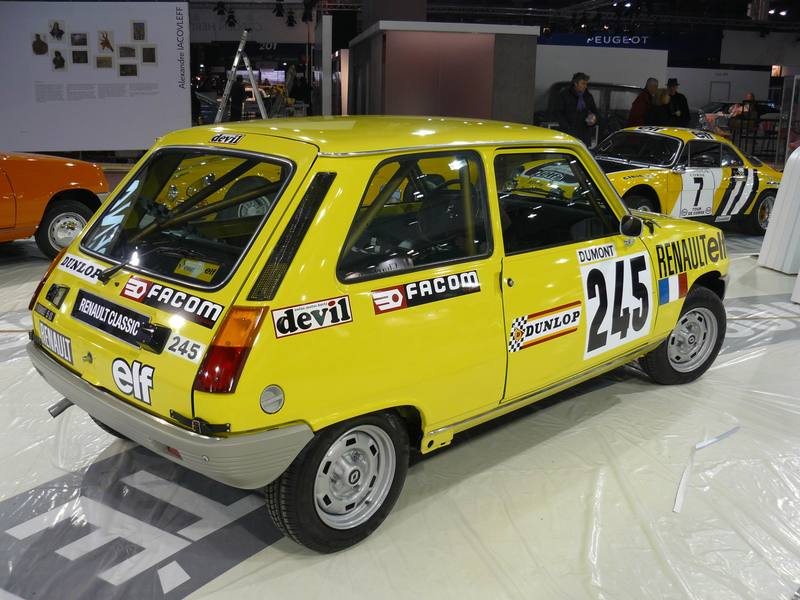
Renault 5 LS version "Coupe" de 1975.
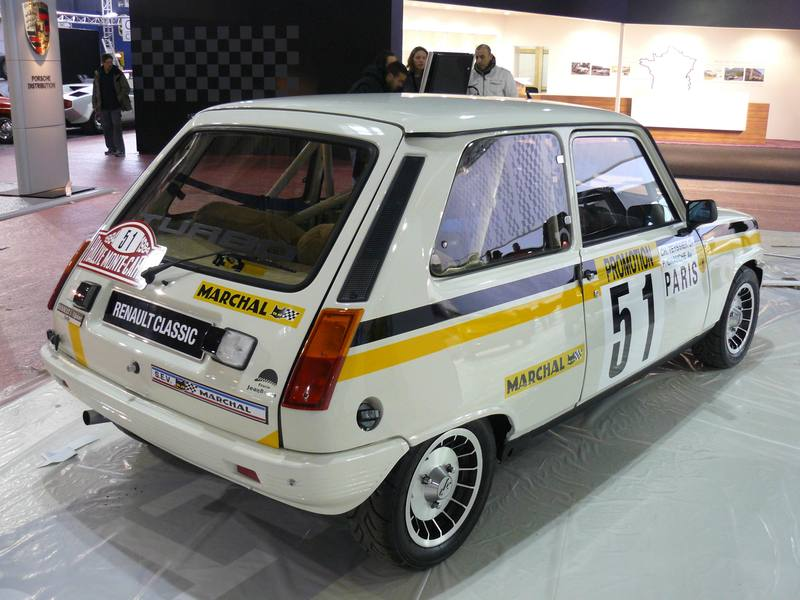
Renault 5 Alpine Turbo version "Groupe N" de 1984.